# Université Kingston
L'université Kingston (en anglais: Kingston University, plus simplement Kingston ou K.U.), est une université publique anglaise crée en 1899 et située à Kingston upon Thames dans le Grand Londres. Kingston attire des étudiants du monde entier avec plus de 125 nationalités représentées en 2019. En 2017, l'université a remporté The Guardian University Award pour l'excellence de son enseignement. Kingston est membre de l'Association des universités européennes, de l'Association des universités du Commonwealth et du groupe University Alliance.

## Histoire
Le professeur Michael Gibson a publié Une histoire de l'Université de Kingston (ISBN 9781899999255) détaillée et sourcée de 133 pages dont la chronologie simplifiée se déploie comme suit:
- 1899 : Inauguration de l'Institut Technique de Kingston, offrant des cours allant de la chimie, du génie électrique et de la construction de bâtiments aux soins infirmiers, à la couture et au modelage à l'argile.
- 1917 : Ouverture du 'Gipsy Hill College' pour la formation des enseignants.
- 1926 : Le 'Board of Education' reconnaît officiellement l'Institut comme un 'Collège Technique'.
- 1930 : La 'Kingston School of Art' se sépare du Technical College, déménage à Knights Park en 1939 et devient College of Art en 1945).
- 1946 : Gipsy Hill College déménage à Kingston Hill.
- 1951 : Les premiers bâtiments du campus de Penryhn Road ouvrent leurs portes (en 1963, ils abritent 955 étudiants à temps plein, 2 259 étudiants à temps partiel et 2 629 étudiants du soir).
- 1953 : Le Technical College ouvre sa première bibliothèque.
- 1957 : Le ministère de l'Éducation reconnaît Kingston comme un collège régional de technologie.
- 1963 : Gipsy Hill College obtient le statut de College of Education.
- 1965 : Le College of Technology crée son propre orchestre.
- 1966 : Le College of Technology achète son premier ordinateur, au prix de 50 000 £.
- 1970 : Le College of Technology et le College of Art fusionnent pour former Kingston Polytechnic. Il propose 34 cours principaux, dont dix-sept au niveau du diplôme.
- 1975 : Le Gipsy Hill College fusionne avec le Kingston Polytechnic.
- 1992 : Kingston Polytechnic devient Kingston University.
- 1993 : Inauguration du campus de Roehampton Vale.
- 1995 : L'université acquiert Dorich House.
- 1999 : L'université célèbre son centenaire.

## Campus et facultés
Kingston comprend six campus, regroupant chacun plusieurs facultés.

### Penrhyn Road
Penrhyn Road est le principal campus universitaire et abrite la faculté des Humanités et sciences sociales (en anglais : Faculty of Arts and Social Sciences) comprenant le génie civil, les systèmes informatiques, les mathématiques, les sciences de la terre et géographie, la statistique, les biosciences, la pharmacie, la chimie ou la radiographie. En 2015, le syndicat étudiant a emménagé dans le bâtiment principal et en 2017 un projet d'expansion et de rénovation de plus de 260 millions de livres sterling a débuté ces travaux et l'inauguration se déroule en 2020,. En 2021, la Town House remporte le Prix Stirling, le concours d'architecture organisé par le Royal Institute of British Architects récompensant le meilleur édifice architectural de l’année au Royaume-Uni,.

#### Reg Bailey (Penrhyn Road)
Le Complexe de théâtre et de Danse Reg Bailey est une ancienne église reconvertie en campus pour les étudiants en art dramatique de Kingston qui dispose de deux théâtres équipés d'un matériel d’éclairage et de sonorisation professionnels, de trois salles de répétition et d’une réserve de costumes. Le Surrey Club, qui y est annexé, est destiné aux étudiants en danse avec un système d'éclairage LED lié à une technologie sonore professionnelle, deux studios de répétition et une salle de conditionnement physique, le tout avec des planchers et revêtements de sol anti-vibratoires. Le Reg Bailey fut le fief de nombreux élèves tels que Ben Barnes, Sam Chan, Mandy Takhar, Alphonsia Emmanuel, Laura Harling et Trevor Eve. Depuis 1992, la salle de concert The Fighting Cocks est également devenue une plate-forme d'entraînement face à un public et un lieu d'évaluations pour les étudiants en musique et en théâtre de l'Université de Kingston.

### Roehampton Vale
Le campus de Roehampton Vale a été inauguré en 1993 par Sir William Barlow, président de la Royal Academy of Engineering. Le site est situé sur Friars Avenue et entièrement consacré à l'ingénierie (en anglais : Faculty of Science, Engineering and Computing) comme l'aérospatiale, l'automobile ou le génie mécanique). Les installations comprennent une soufflerie, des ateliers d'ingénierie, un simulateur de vol, une gamme de véhicules, un avion Learjet 25, ainsi que des ressources d'apprentissage automobile et aéronautique,.

### Knights Park
Situé sur Grange Road, le campus de Knights Park (en français : « Parc des chevaliers ») abrite la Kingston School of Art (en français : « faculté des Arts ») offrant la plupart des disciplines artistiques telles que l'animation, l'architecture, le design, la peinture ou la mode. Le campus est construit sur les rives nord de la Hogsmill River et ouvert en 1939. Une rénovation de douze millions de livres sterling est opérée en 2019 concernant des ateliers, des studios, d'une galerie, un espace social et une boutique d'art étudiant,.

### Kingston Hill
Le campus de Kingston Hill s'adresse surtout aux études de santé publique (en anglais : Faculty of Health, Social Care and Education) comme les soins infirmiers ou la psychiatrie, d'éducation, de musique et de services sociaux. Avant 1989, ce campus était connu sous le nom de Gipsy Hill. La discipline principale du campus reste les affaires (la business school ayant déménagé dans un nouveau bâtiment sur le campus en 2012). Le campus se compose du Business School building, du Lawley lecture theatre, du Frank Lampl building, d'une bibliothèque universitaire, de la maison Coombehurst, du studio Visconti et de réfectoires,.

#### Dorich House Museum (Kingston Hill)
L'Université de Kingston possède et administre le Dorich House Museum qui abrite une grande collection des œuvres de la sculptrice Dora Gordine et de nombreux exemples de l'art et des mobiliers impériaux russes. La maison Dorich est également utilisée comme lieu de réunion et de conférence pour les académiques,.

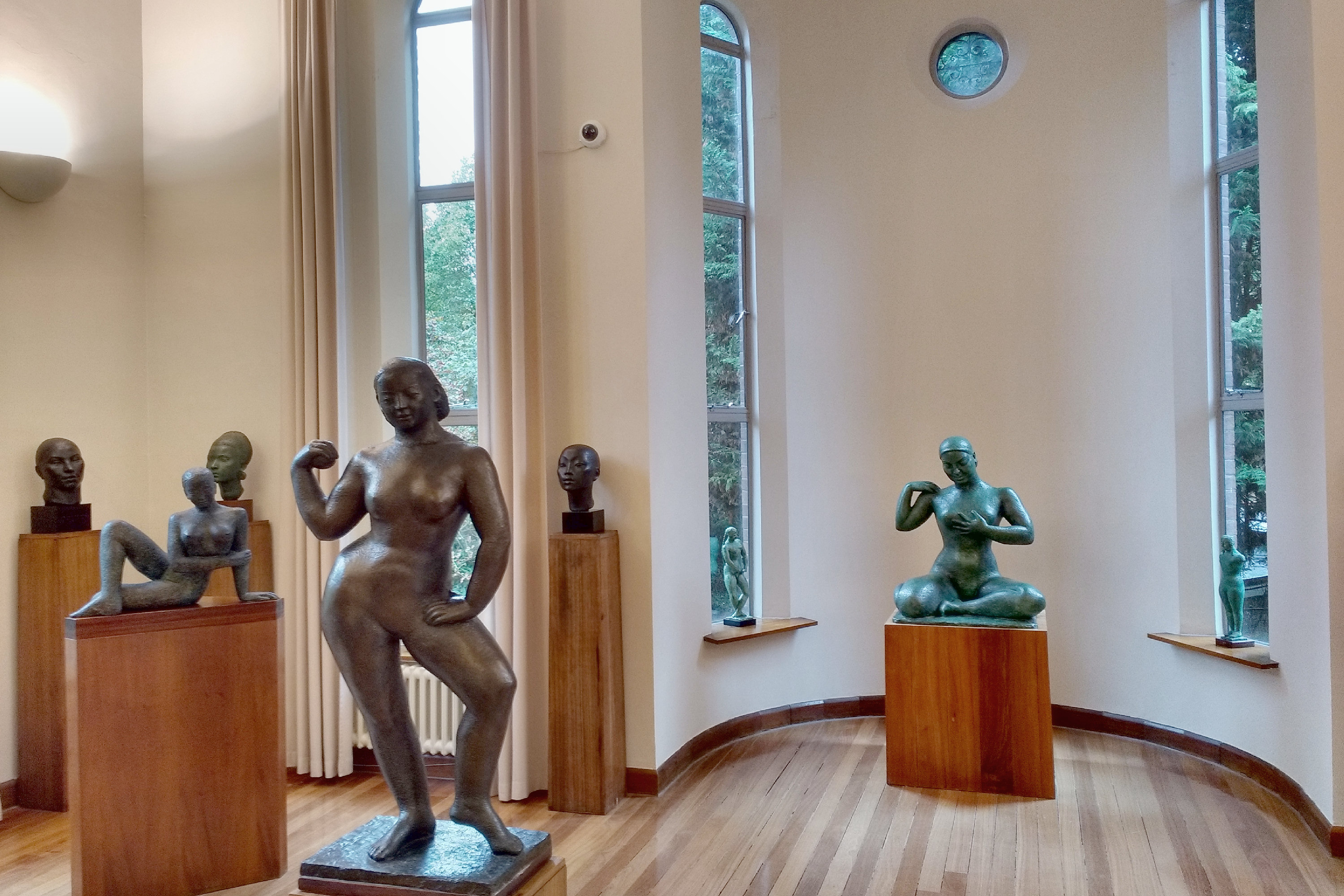
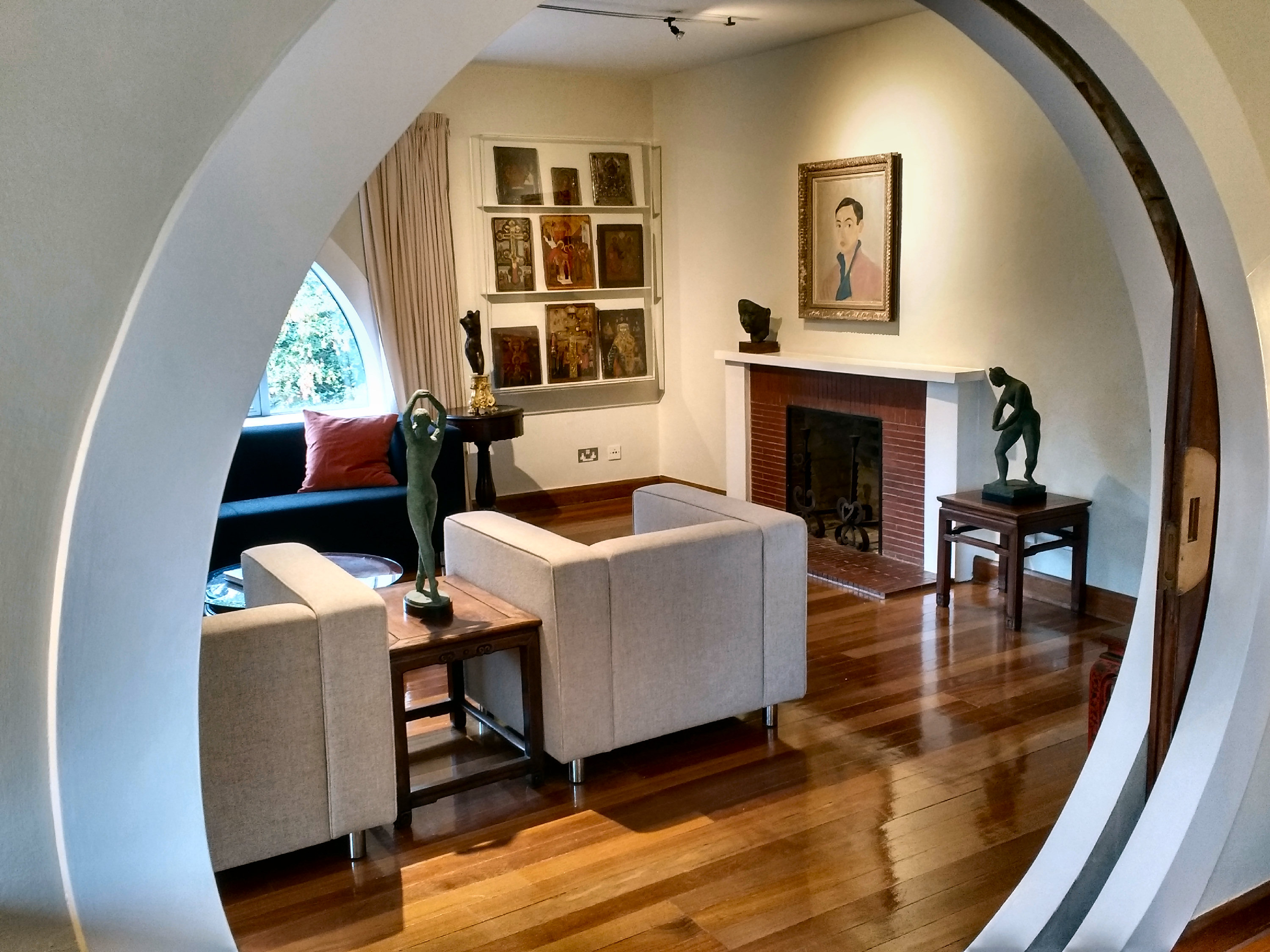
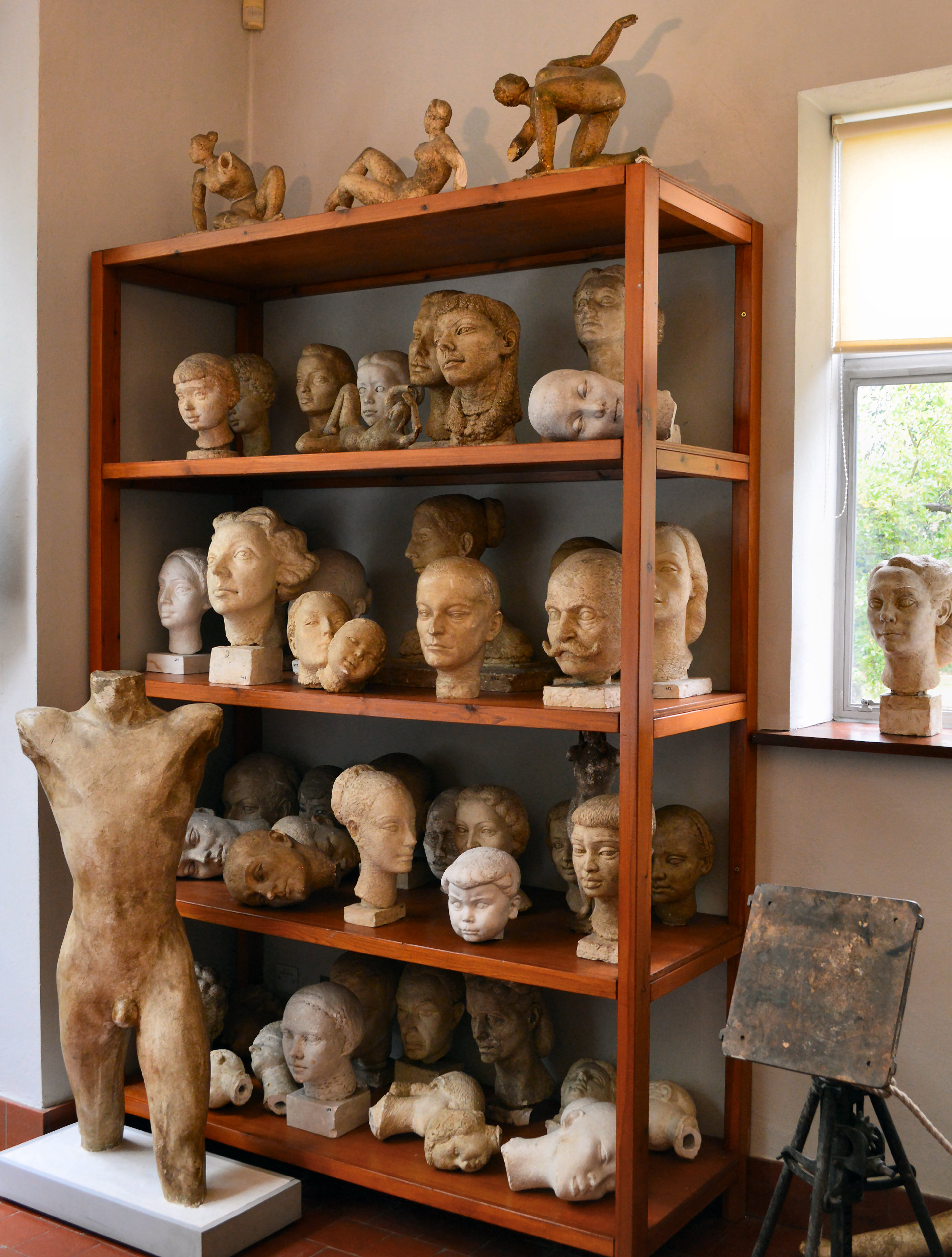
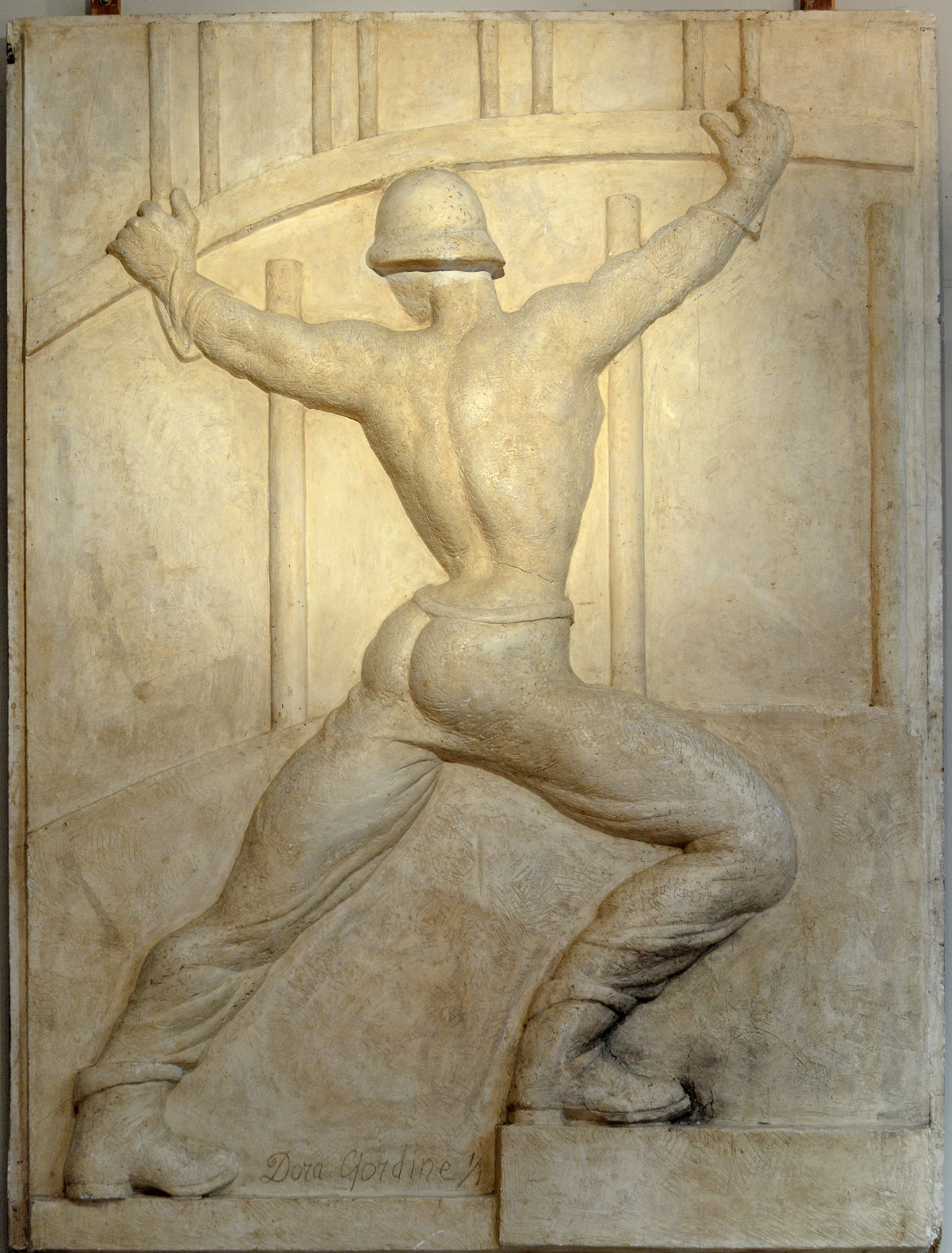
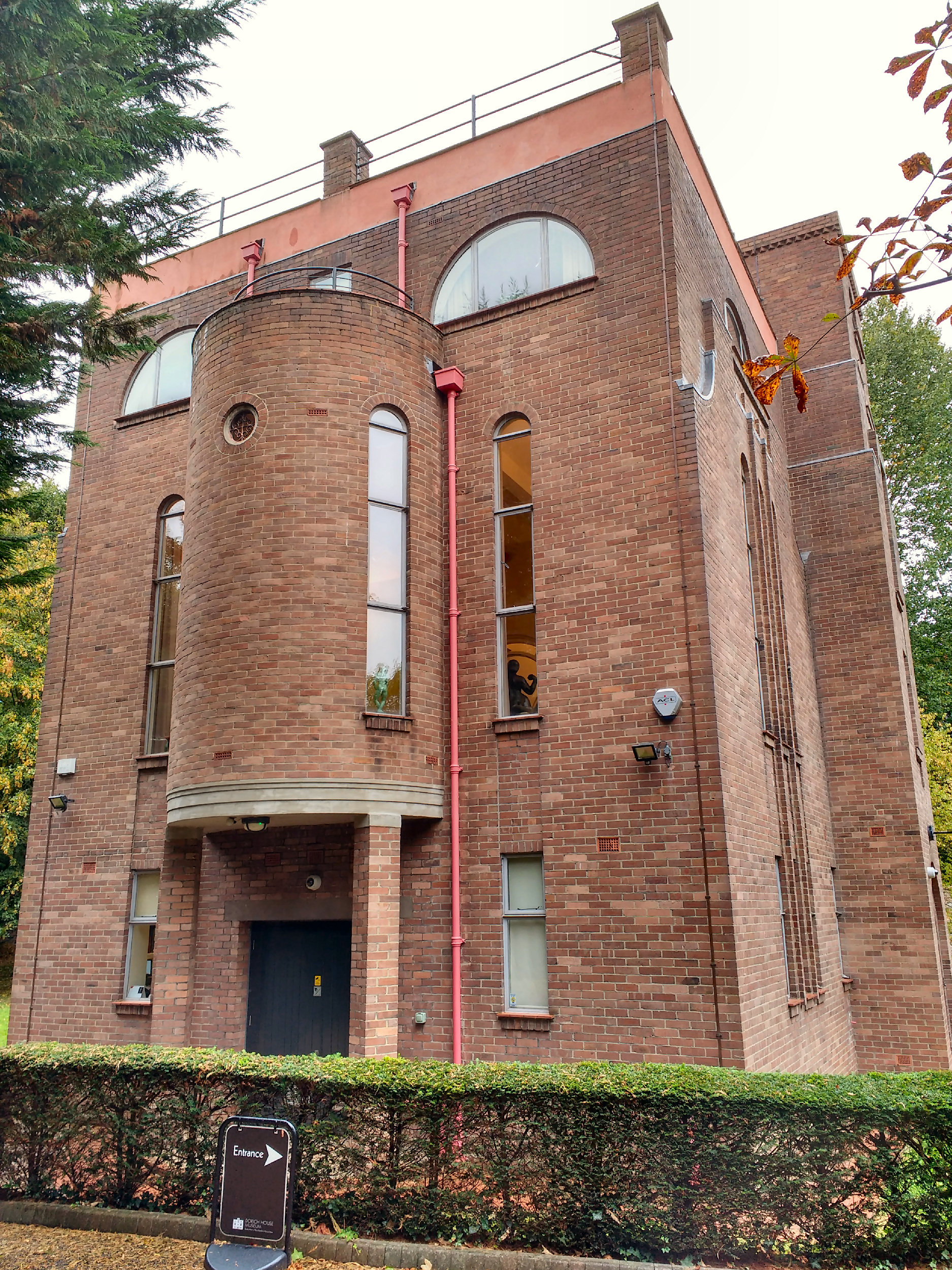
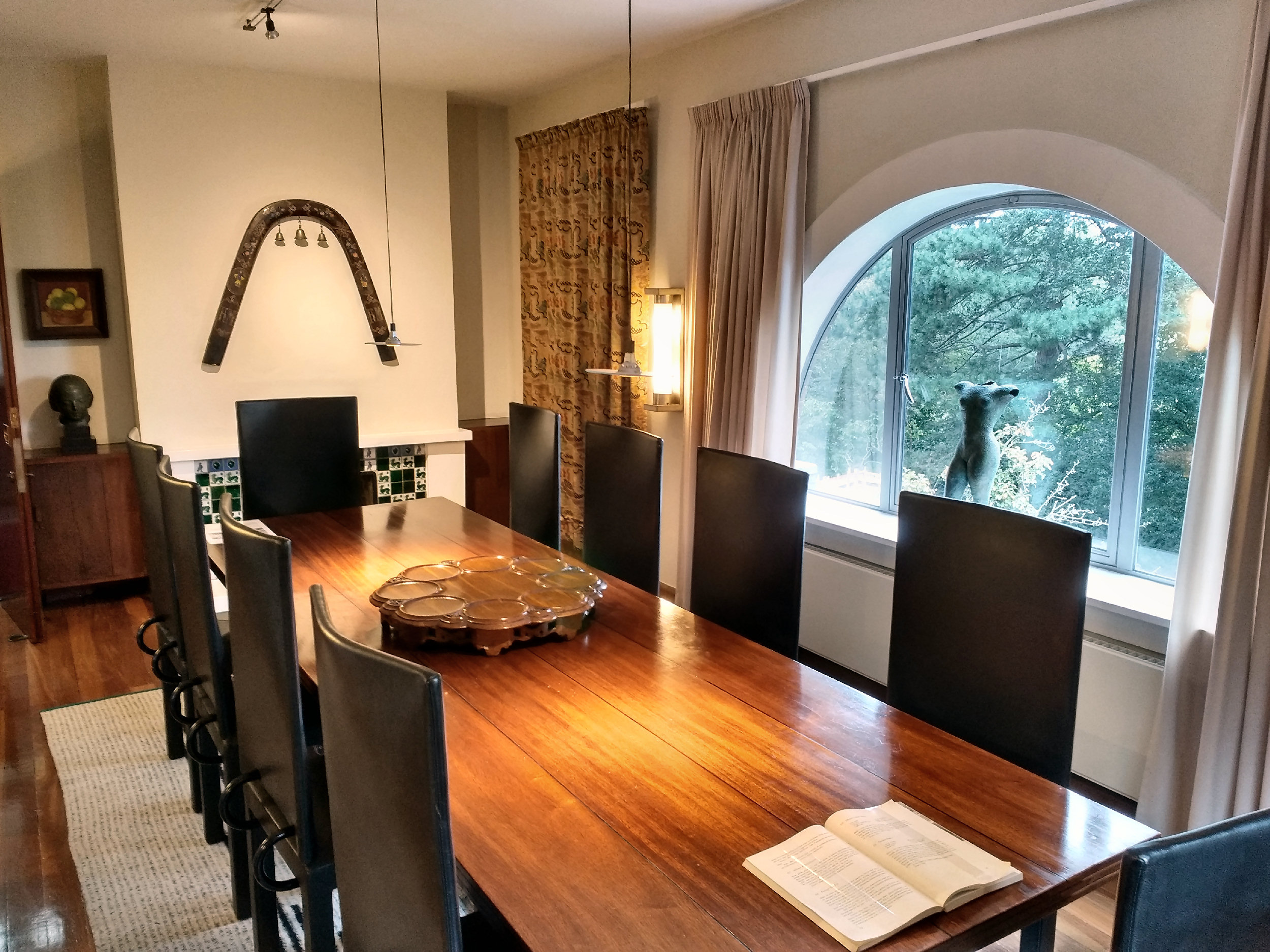
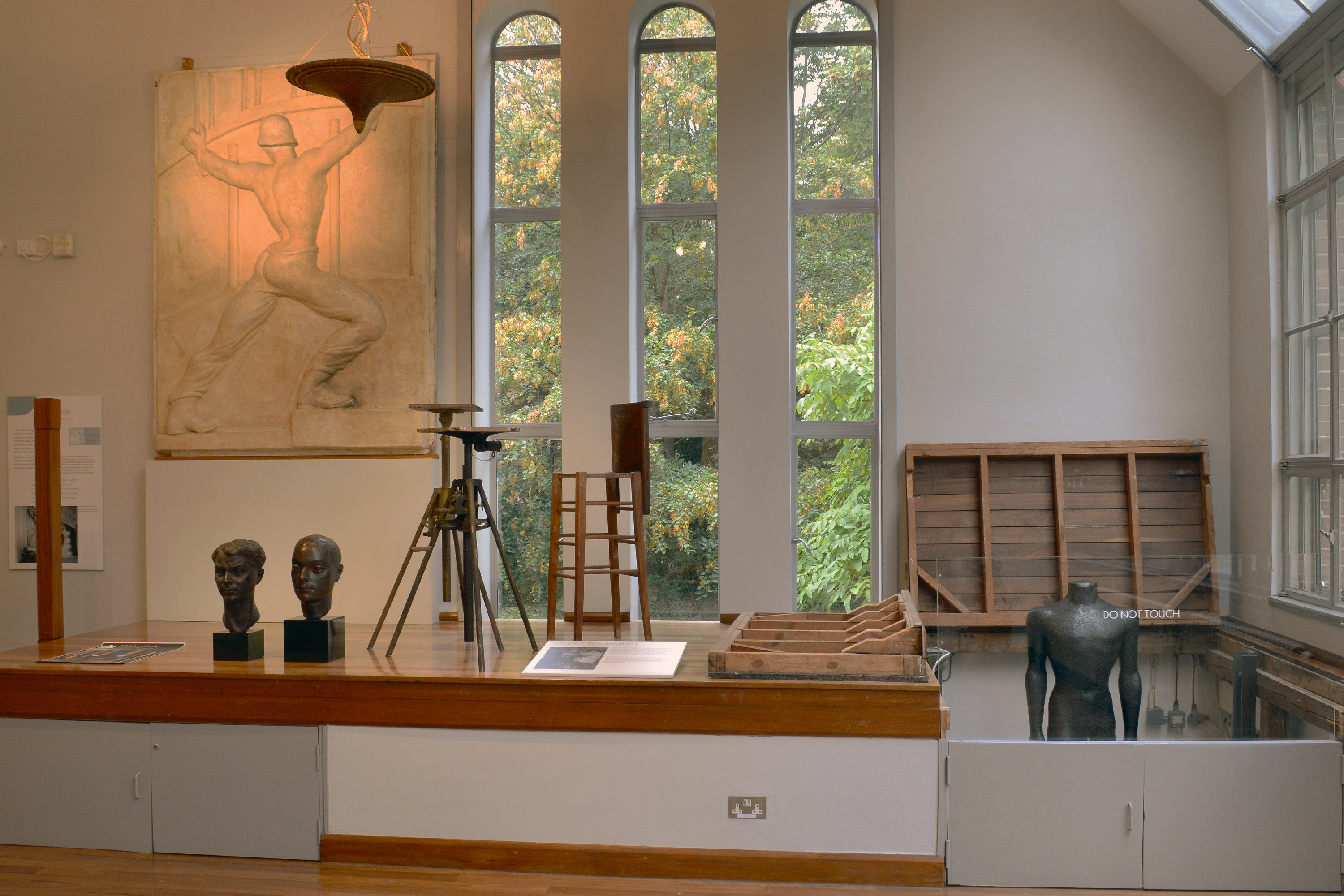

### St George's
Une faculté de l'École de Médecine localisée à Tooting dans le borough de Wandsworth est conjointe avec celle de la St George's, University of London fondée en 1733 et affiliée au St George's Hospital offrant des cours communs aux étudiants des deux universités incluant les soins infirmiers, la physiothérapie, les sciences paramédicales et la radiographie,. Kingston et St George's entretiennent des programmes de recherches communs concernant certaines pathologies comme l'accident vasculaire cérébral.

### Tolworth Sports Ground
Kingston a une quarantaine d’équipes sportives universitaires concourant à travers le Royaume-Uni parmi les leagues du British Universities and Colleges Sport (BUCS). L'équipe officielle de football américain de l'université s'appelle les 'Kingston Cougars' dont la mascotte se nomme « Dave ». Les étudiants des diplômes liés aux sports et les équipes de compétition en plein air de l’université se situent sur le campus Tolworth Sports Ground de plus de vingt-deux hectares abritant notamment douze terrains de football, deux terrains de rugby, trois terrains de cricket, un terrain de football américain, un terrain de crosse, deux terrains de netball et trois courts de tennis. Le campus inaugura le 6 octobre 2010 son ‘Sports pavilion’ remplaçant le précédent de plus de trente-cinq ans et comprend une quinzaine de salles de vestiaires, des salles d’examens, de support médical et de restauration. Les autres centres d’entraînement, complexes et installations en dehors du campus comprennent le centre d'escalade White Spider, le Thames Sailing Club (centre de nautisme de la Tamise) spécialisé en aviron, la Kingston College Arena, le centre d'athlétisme de Kingsmeadow, le Surbiton Hockey Club et la Tiffin School (en). Chaque année se déroule le ‘Sports Tour and Varsity’, une olympiade en forme de varsity matches en compétition pour remporter la coupe universitaire contre les adversaires historiques de Kingston, la City University et l'université de Surrey.

## Résidences étudiantes
Les étudiants de première année sont logés dans différentes résidences universitaires répartie sur Kingston upon Thames et surbiton.

### Kingston Bridge House
En février 2020, il est annoncé que la résidence de Kingston Bridge (KBH) située à Hampton Wick n'accueillerait plus d'étudiants, l'université ayant l'intention de la vendre et de concentrer ses investissements futurs sur les autres résidences existantes..

### Clayhill & Middle Mill Halls
La résidence universitaire Clayhill localisée au 81 Burney Avenue à Surbiton comprenant plus de sept cents chambres est caractérisée par ses nombreux écureuils. La résidence Middle Mill est localisée sur Portland Road. Toutes deux sont principalement réservées aux étudiants des campi de Penrhyn Road et de Knights Park tout comme les maisons au 73-77 Penrhyn Road disponibles depuis 2018.

### Seething Wells Halls
Seething Wells (en français : « Puits Bouillonnants ») localisé à Surbiton était un des principaux sites de traitement et de distribution de l’eau à Londres conçu en 1852 pour la Lambeth Waterworks Company par l'ingénieur et architecte britannique James Simpson qui a inventé le système de filtration de l'eau de la capitale et, entre autres, celui du Château de Windsor et du Château de Hampton Court. En 1995, le bâtiment est devenu une des résidences universitaires de l'université de Kingston. En 2013, l’excavation menée lors des fouilles des jardins du XIXe siècle de Seething Wells par l'équipe de recherches archéologiques du Dr Helen Wickstead a mis au jour de nombreuses pièces, du silex néolithique pouvant dater de 6 000 ans à des fragments de poterie de l’époque victorienne en passant par des obus de la Seconde Guerre. L'équipe a étudié des cartes du XIXe siècle provenant des archives privées du English Heritage, en les comparant à des photographies aériennes prises pendant la Seconde Guerre par la Royal Air Force ainsi qu'à des données satellites modernes. « Le site de Seething Wells est d'une importance historique majeure aussi car ses installations hydrauliques ouvertes en 1852 ont été cruciales pour améliorer la santé des Londoniens en leur fournissant de l'eau filtrée et assainie lorsque le choléra ravageait la capitale, entrainant ainsi des changements sociaux colossaux », selon le Dr Wickstead. Seething Wells est non seulement connu pour les compétitions d'aviron et les bateaux longeant sa rive menant au Kingston Bridge mais également pour la richesse de la faune et flore présente des berges de la tamise sur laquelle elle est implantée et la présence à l'année de nombreux cygnes, bernaches du Canada et hérons.

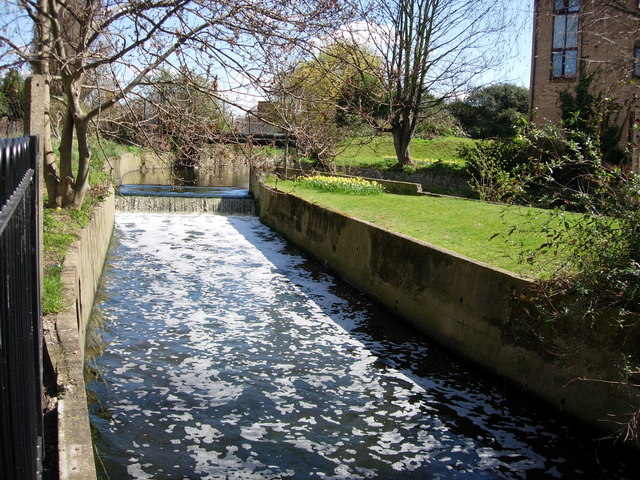
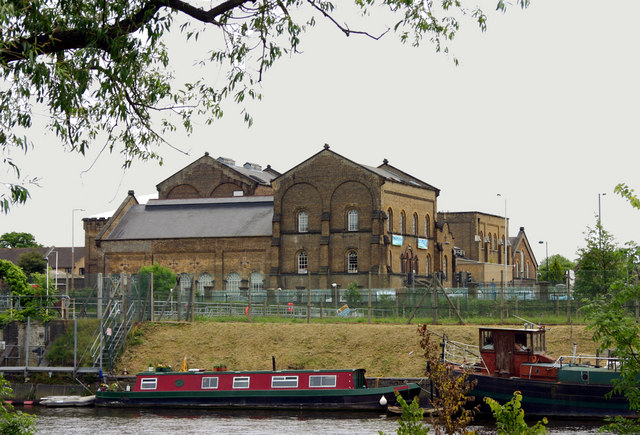
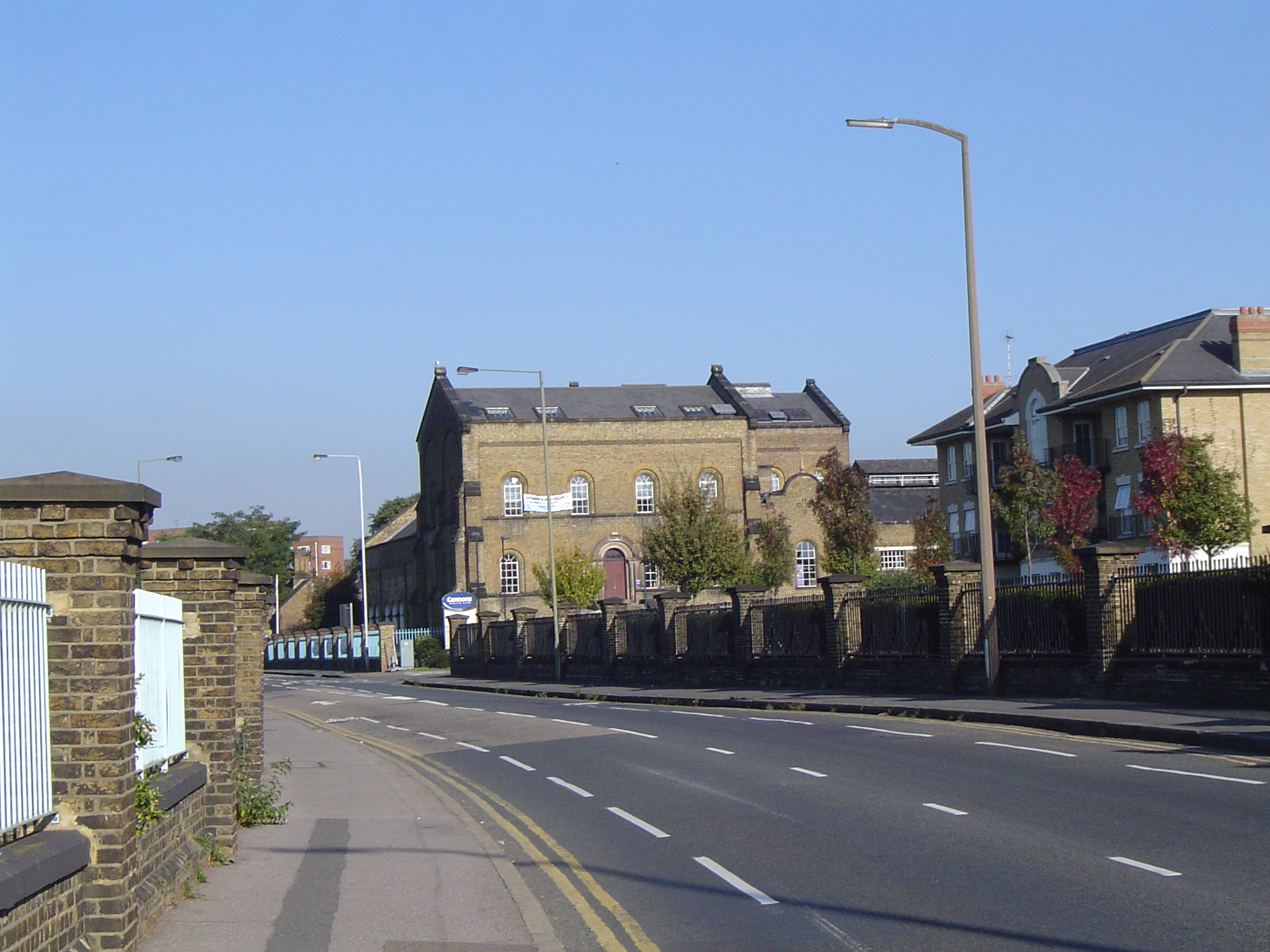
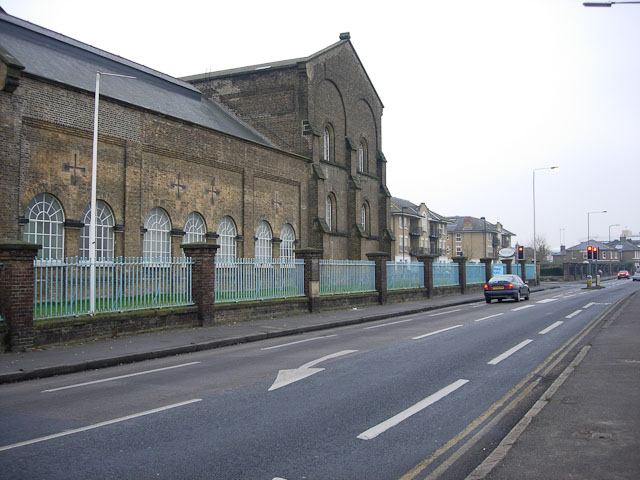
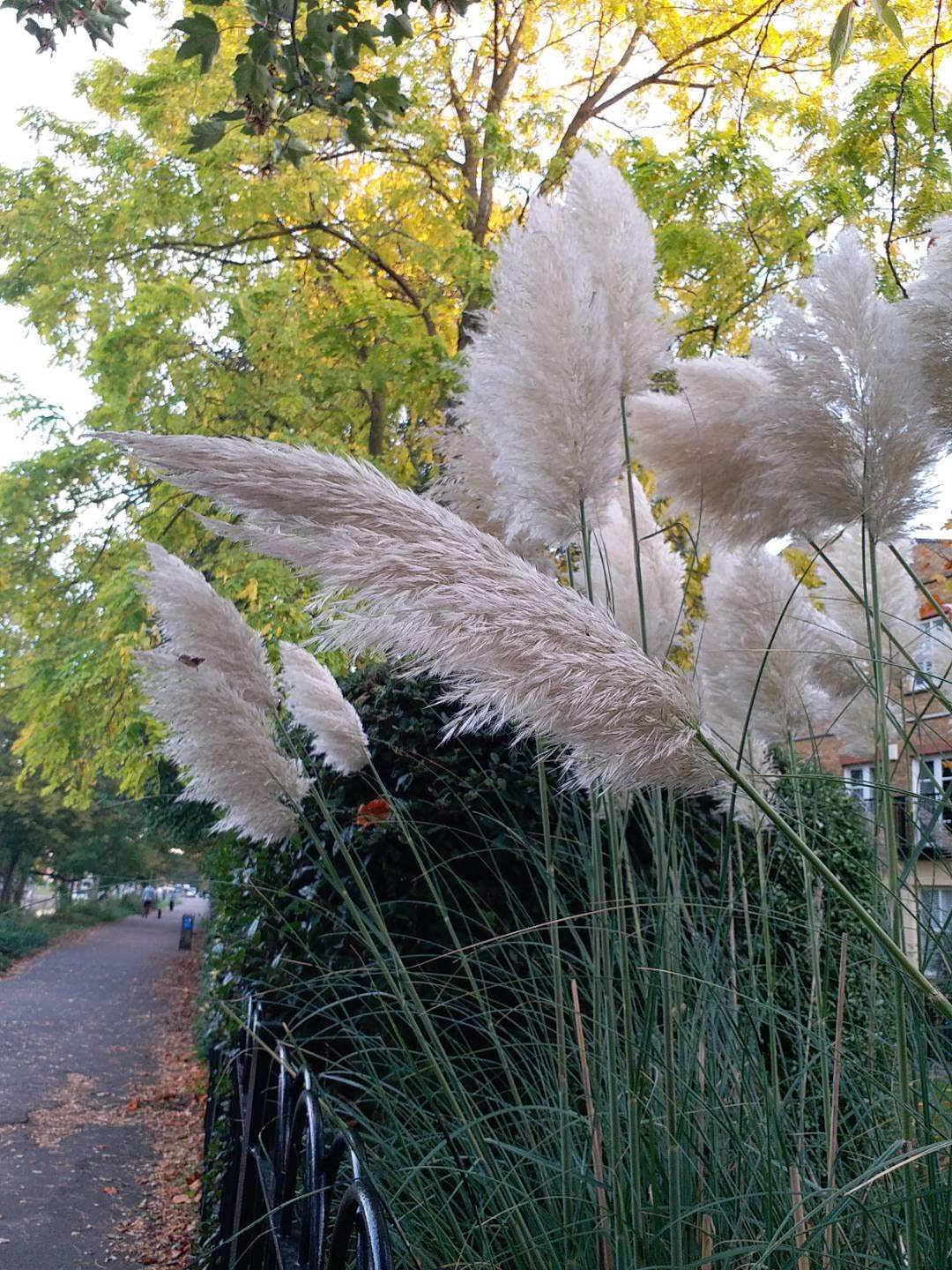
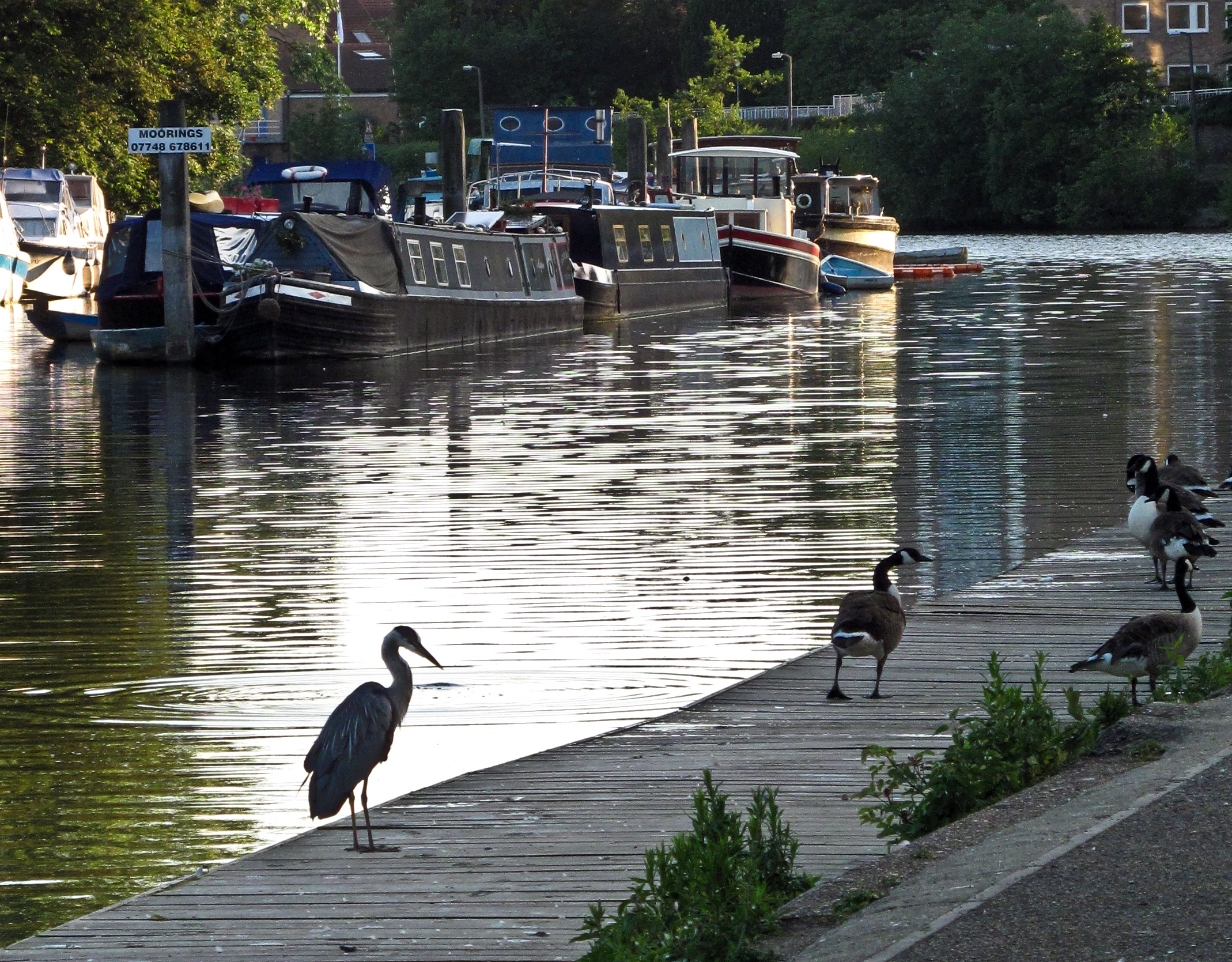
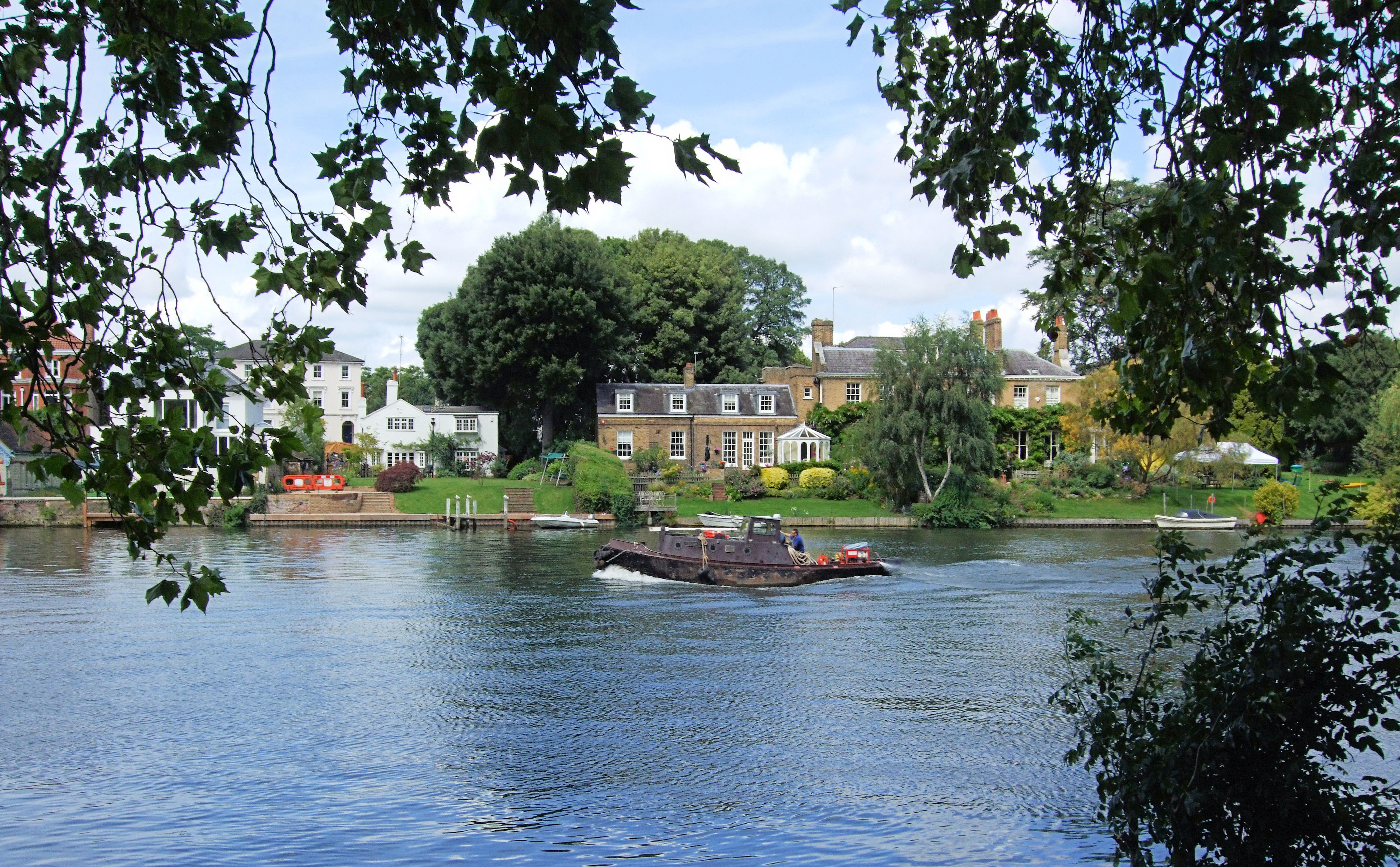
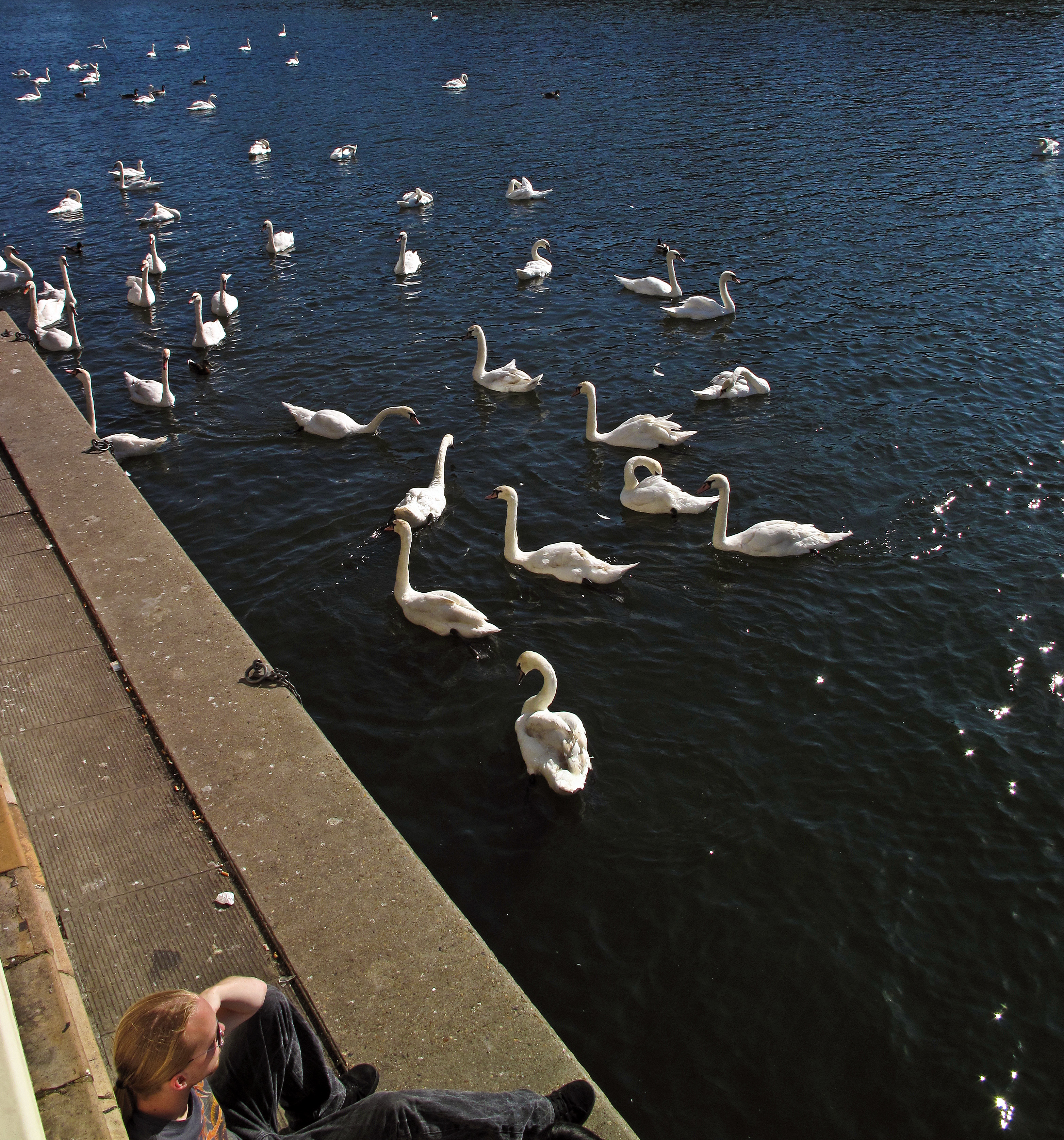
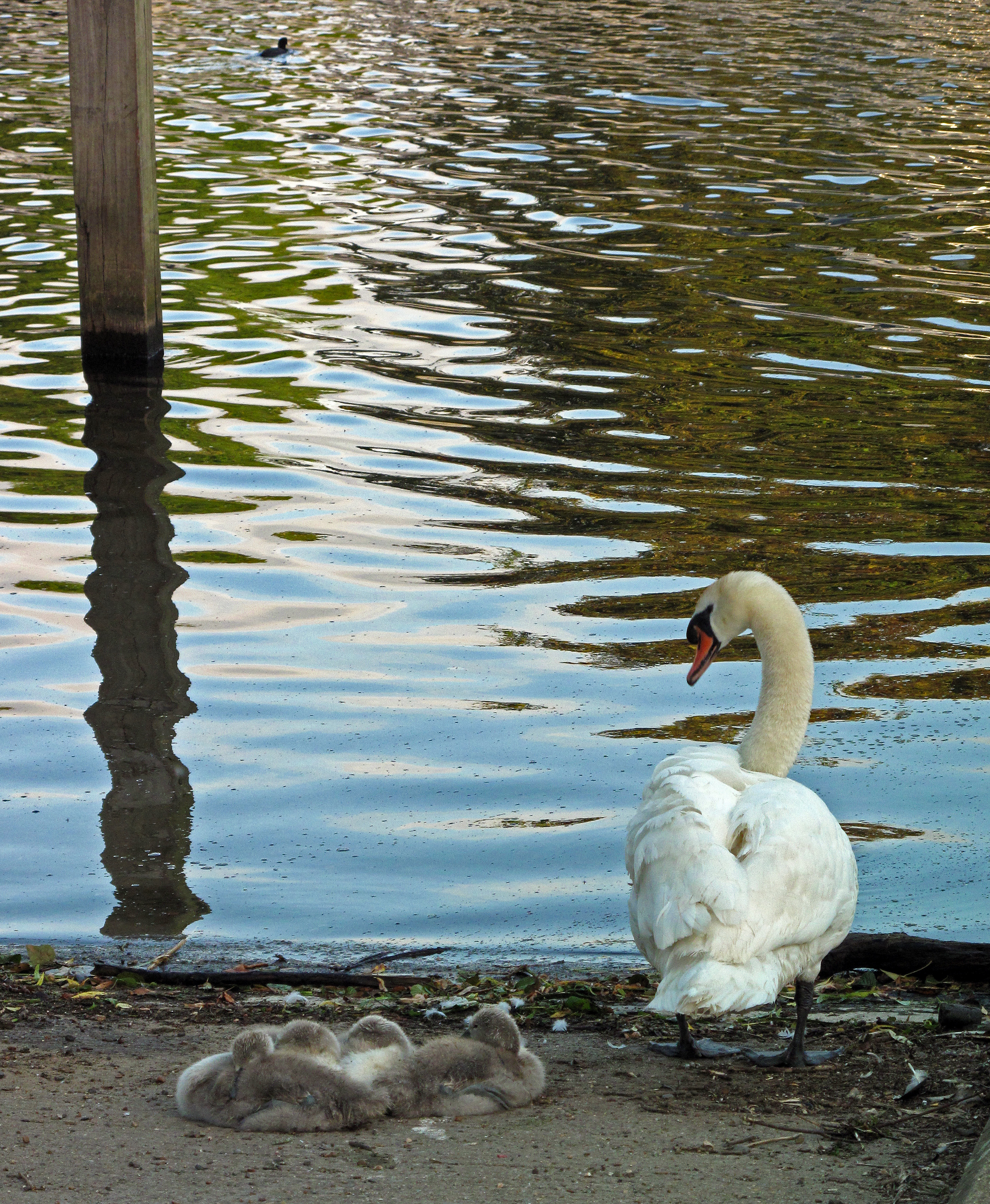
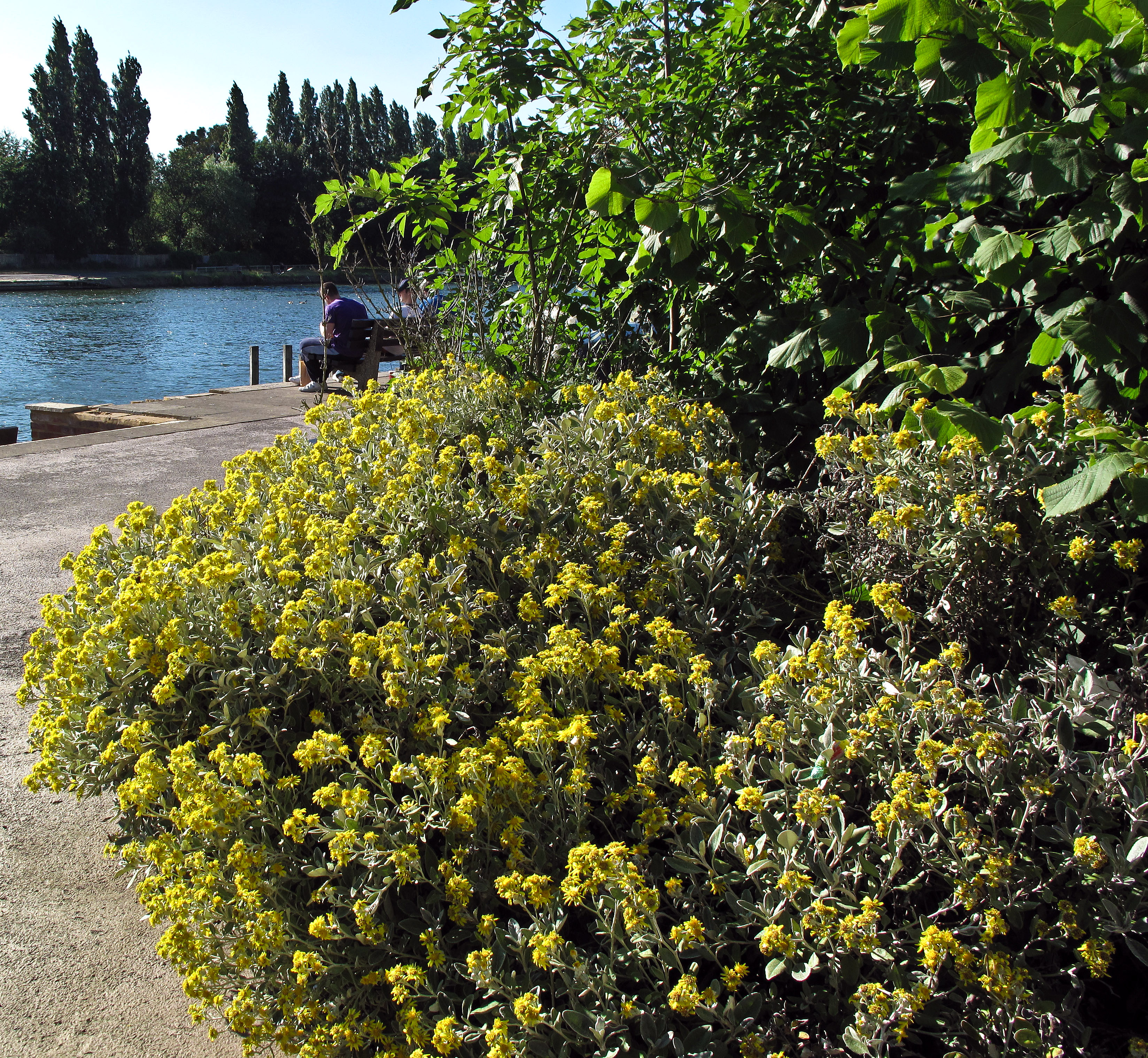
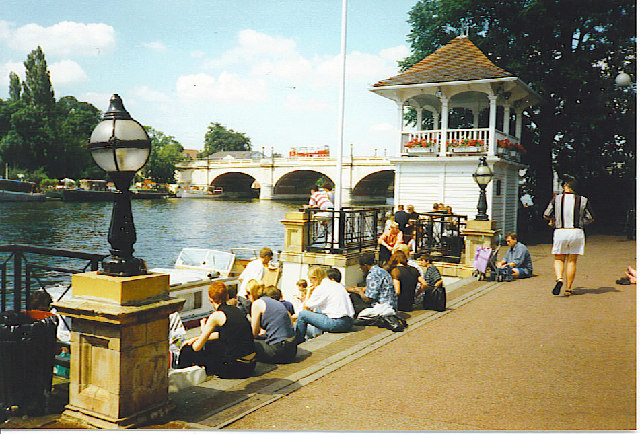
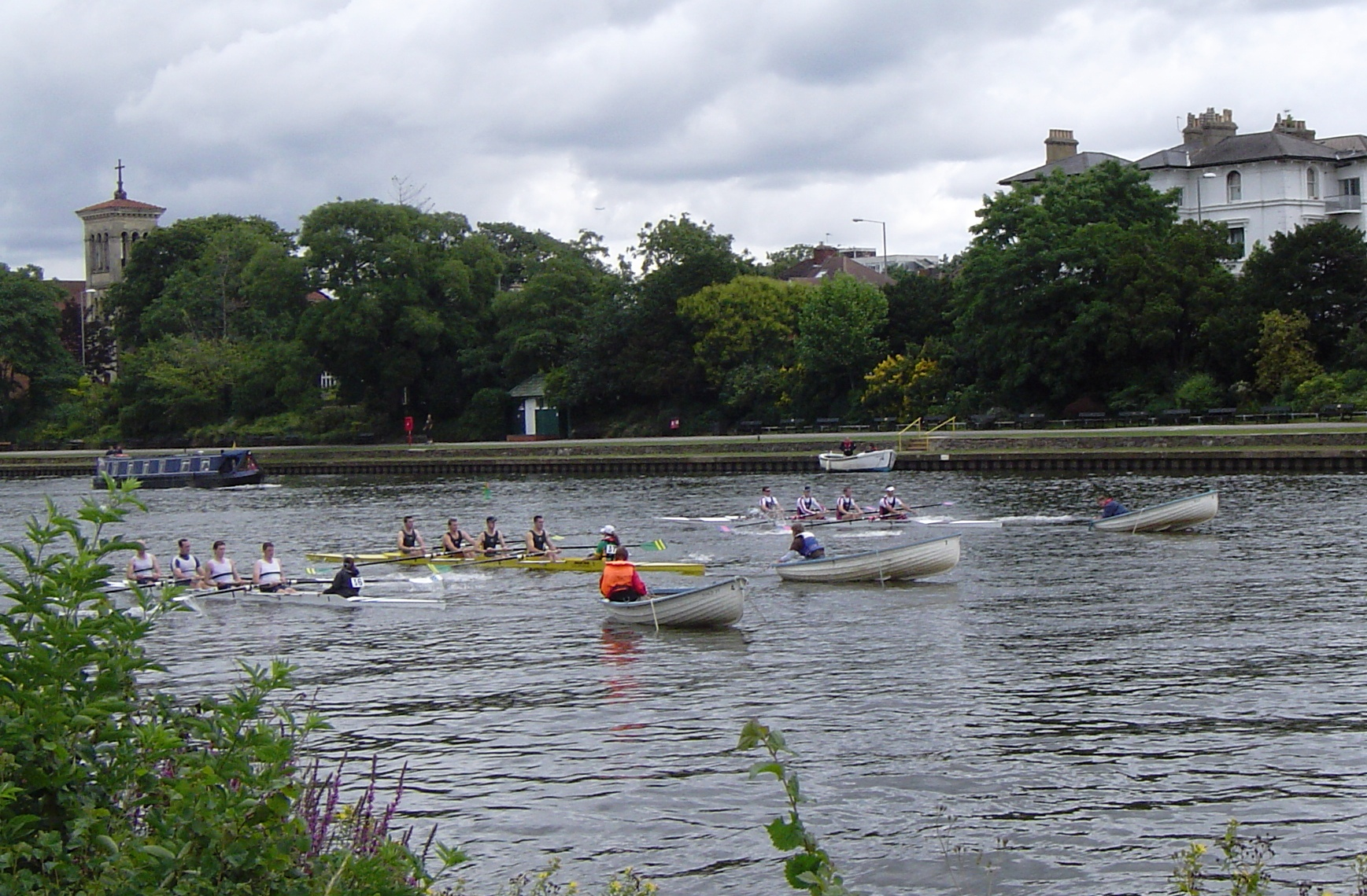

## Cérémonies
L'université de Kingston organise ses cérémonies de remise de diplômes au Rose Theatre de Kingston depuis 2010. Auparavant, elles se déroulaient au Royal Albert Hall et en 2009 au Royal Festival Hall,. Les étudiants du campus de St George's reçoivent leurs diplômes au Southbank Centre. Les insignes et le style sartorial de graduation à Kingston sont basés sur la tradition du XIIe siècle des moines médiévaux. Ces insignes complexes représentent les « aboutissements intellectuels », « l'érudition » et « la réussite ». Cette toge officielle de taille Cambridge noire aux rubans turquoise clairs et capuchon panama gris est portée lors de la cérémonie de remise des licences, maîtrises et d'autres occasions formelles. Les doctorants portent un bonnet Tudor en velours et doublé de satin. Le mortier de Kingston (également en français : « chapeau de finissant », « coiffe universitaire » ou « toque de fin d'études » et en anglais britannique : « a mortarboard ») est un capuchon carré orné d'un tassel (pompon long) noir avec trois projections plates sur le dessus idoines à celles arborées par les membres du clergé catholique romain au moyen-âge.

## Union of Kingston Students
L'Modèle:Union of Kingston Students est dirigée par des membres élus et permet l'accès à des clubs et des sociétés, des structures sportives, des bars, des cafés et des magasins,.

## Classements et réputation
En 2015, Kinston est classée 3e au rang mondial pour son programme en mode. Au niveau national l'université est classé 3e en graphisme, animation et illustration.

## Personnalités liées à l'université

### Professeurs et chercheurs

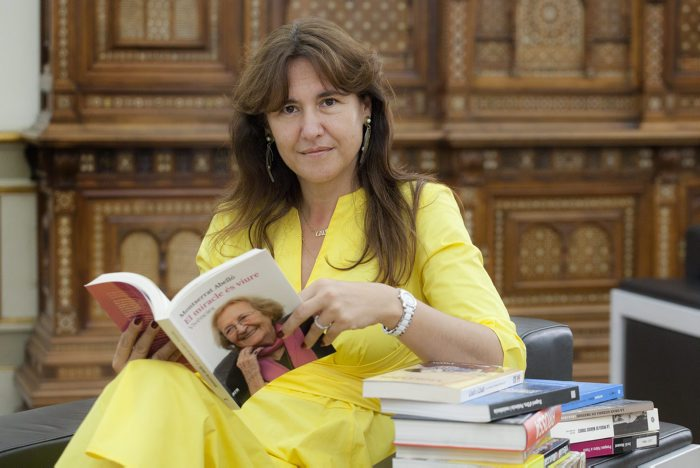
Laura Borràs
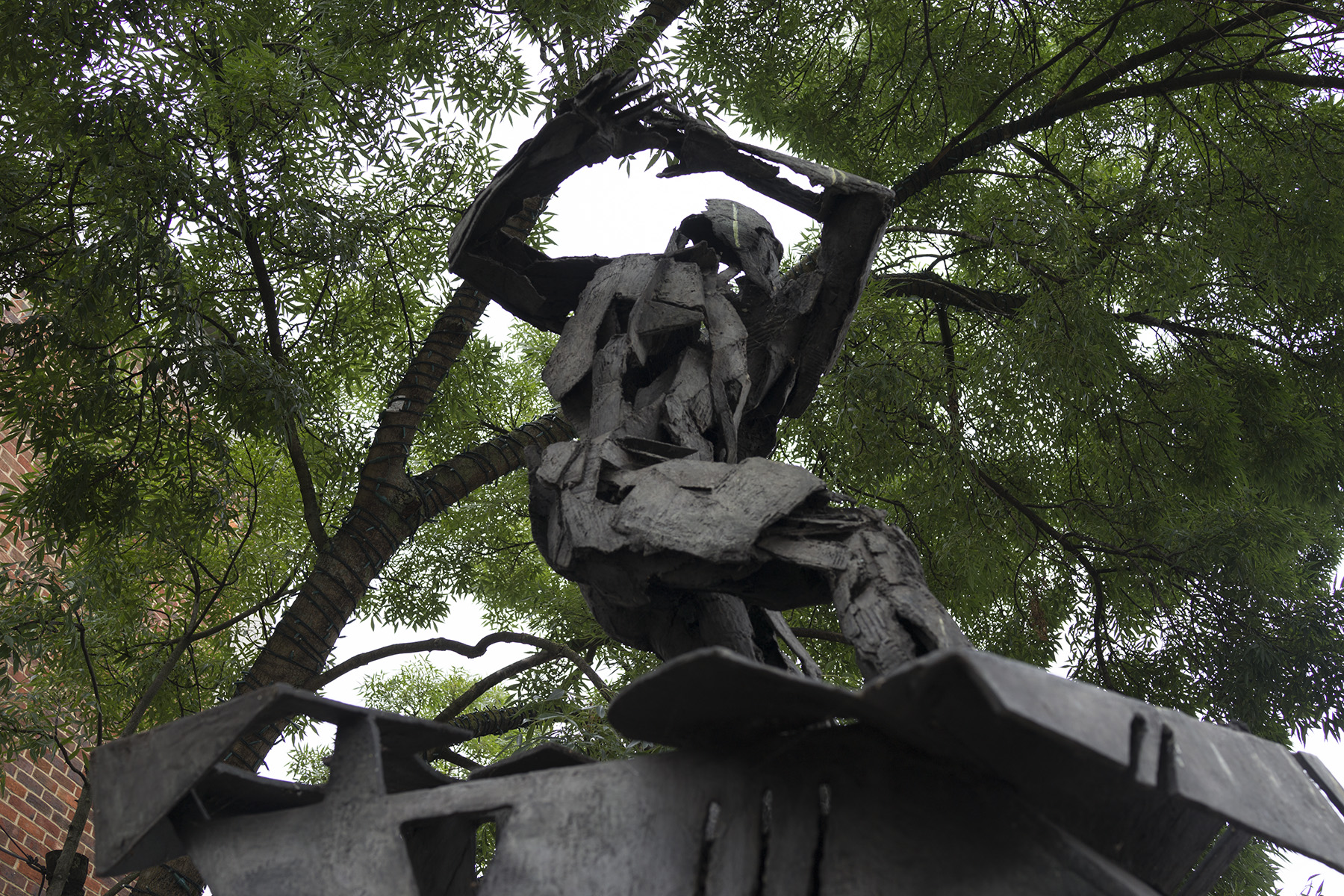
Carole Hodgson (œuvre).
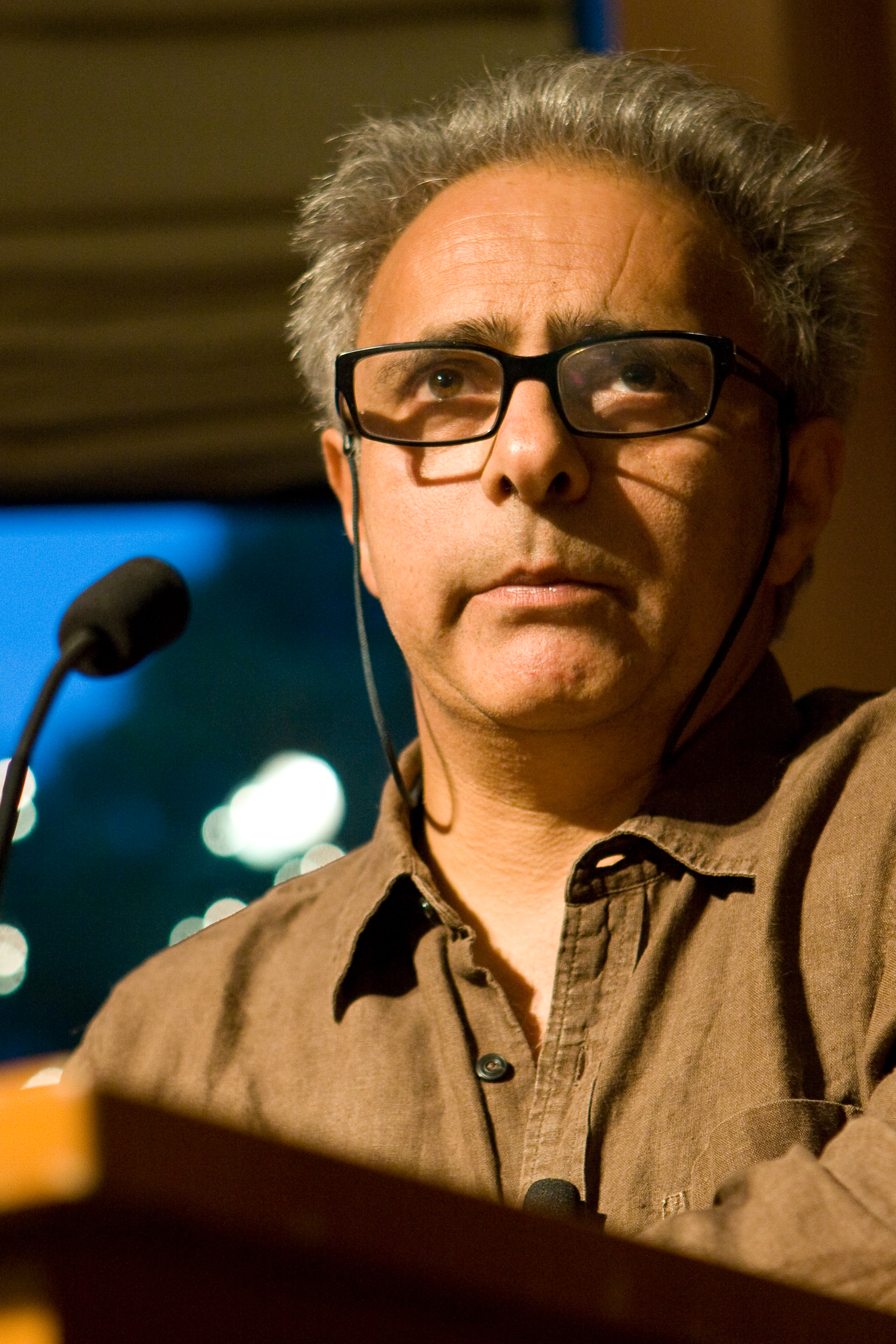
Hanif Kureishi
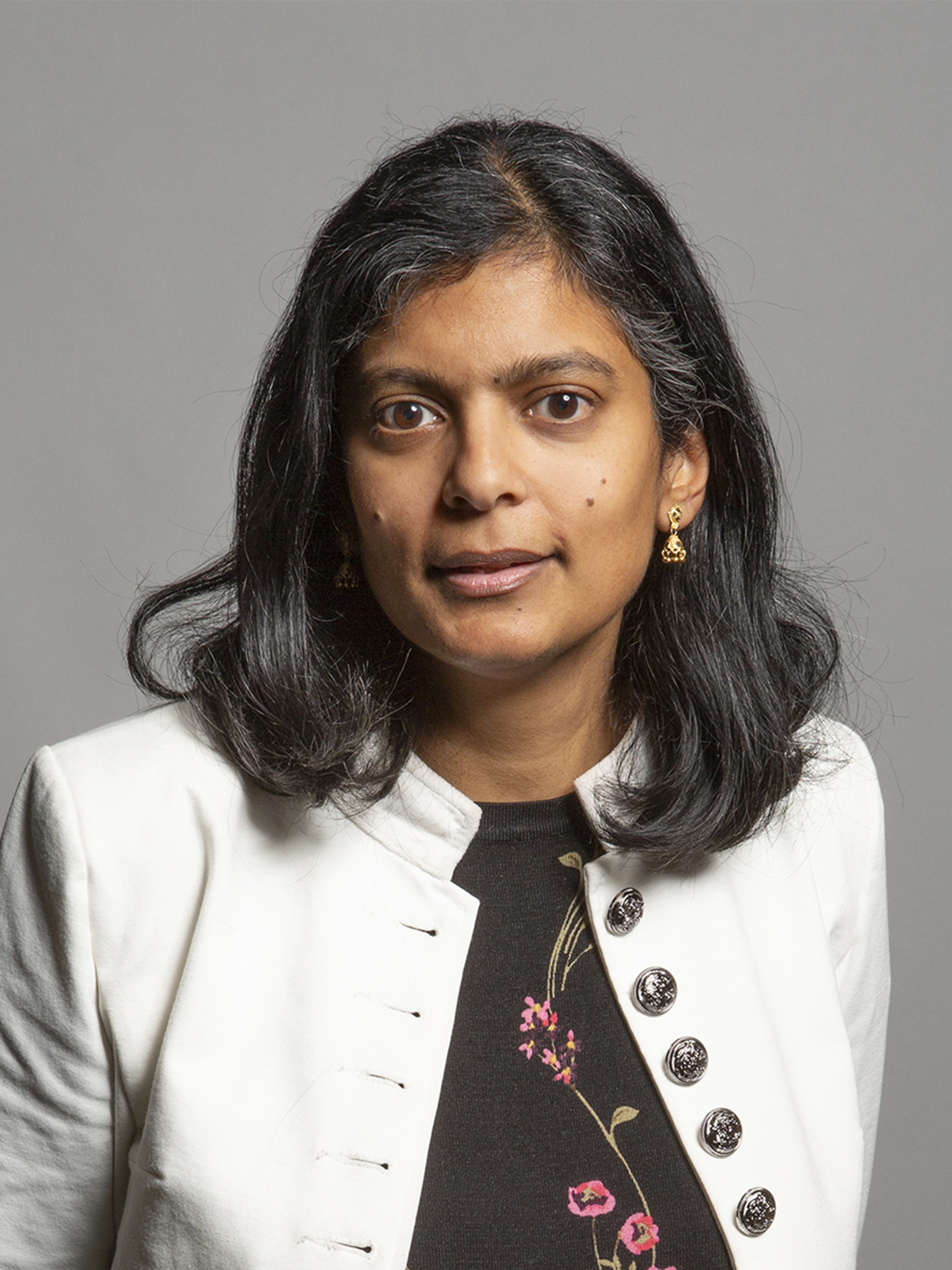
Rupa Huq
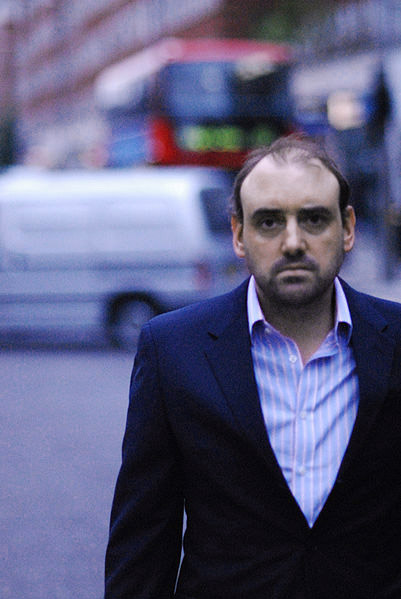
Henry Bond
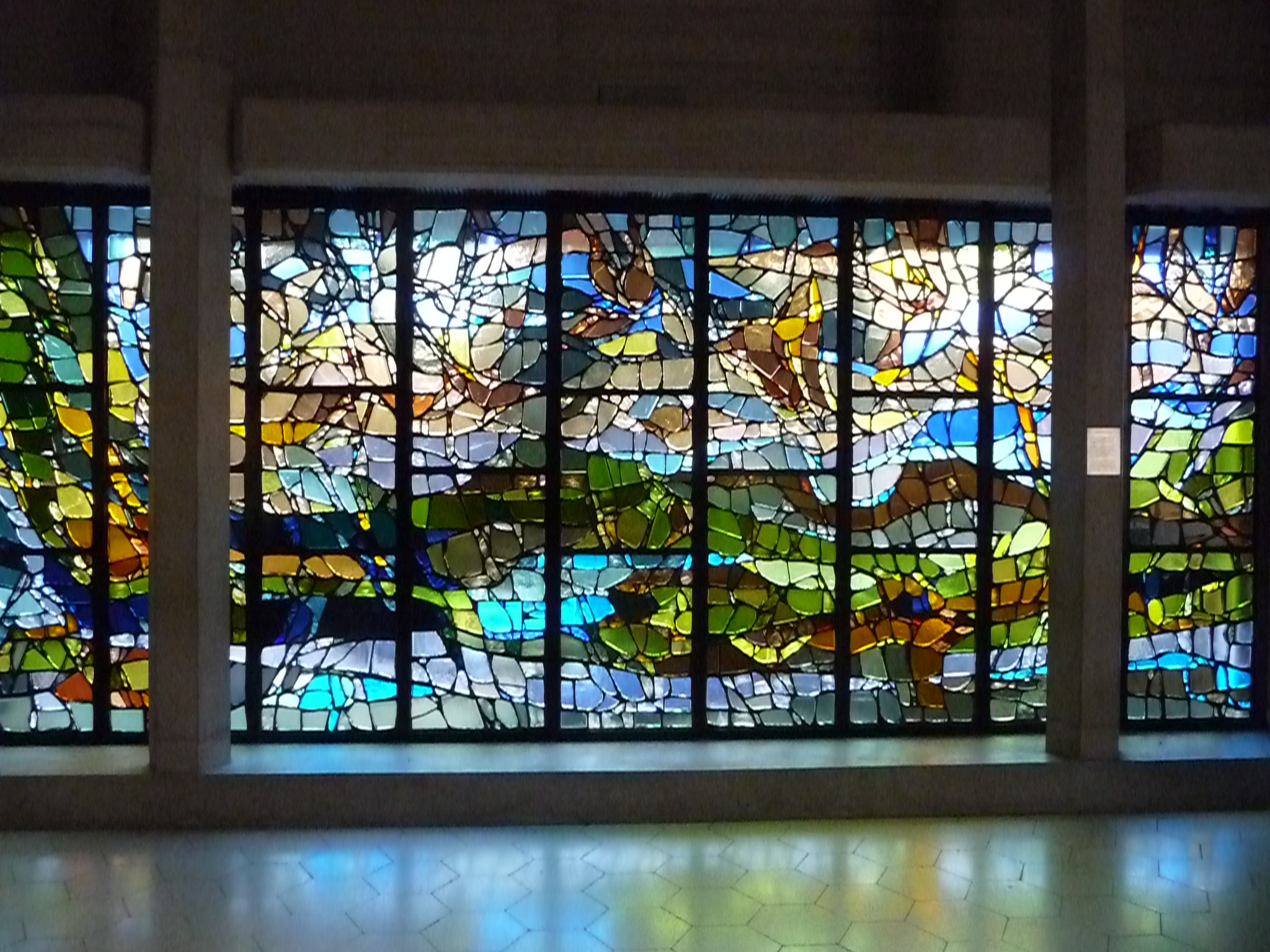
Henry Haig (œuvre)
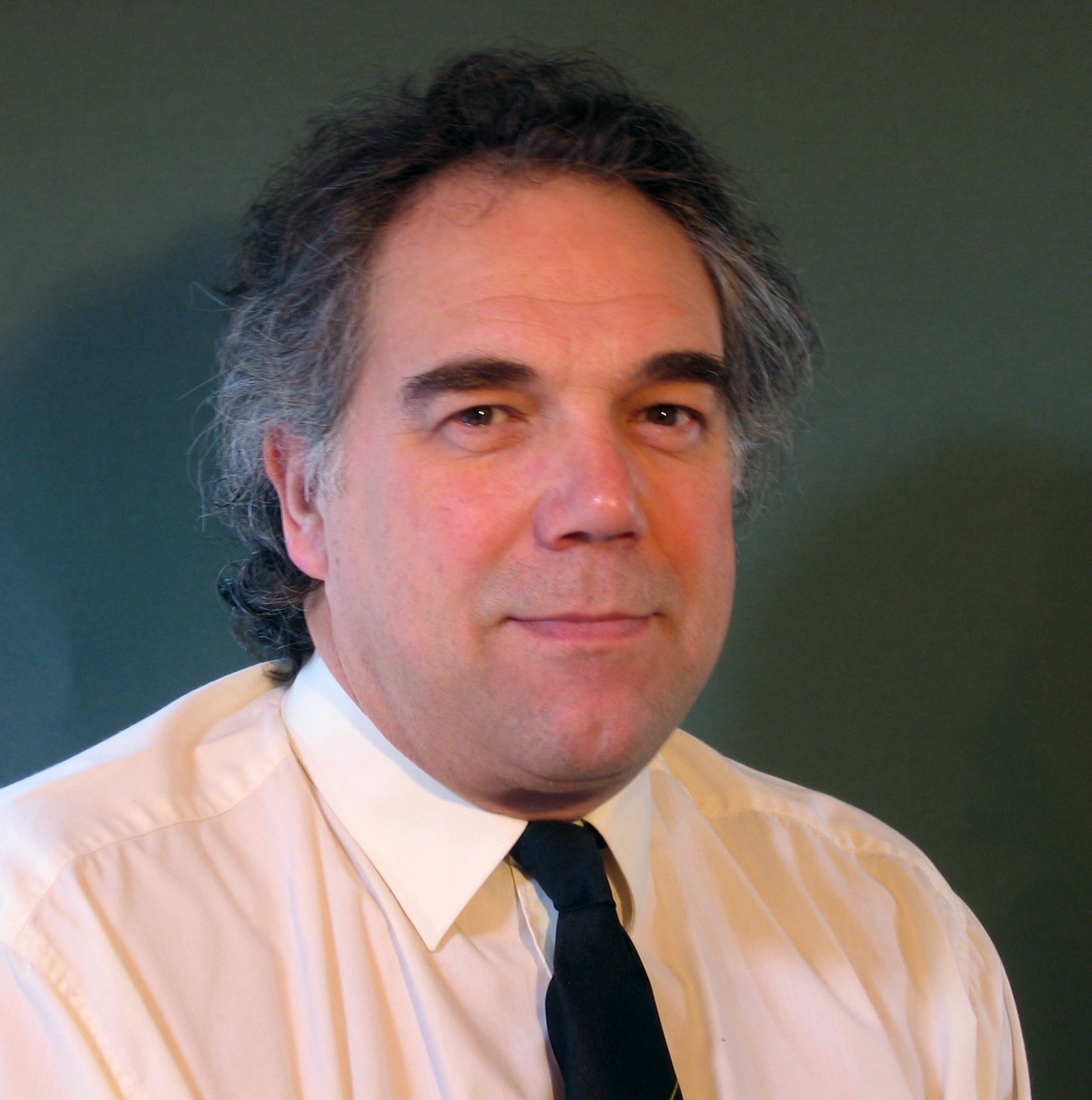
Les Hatton
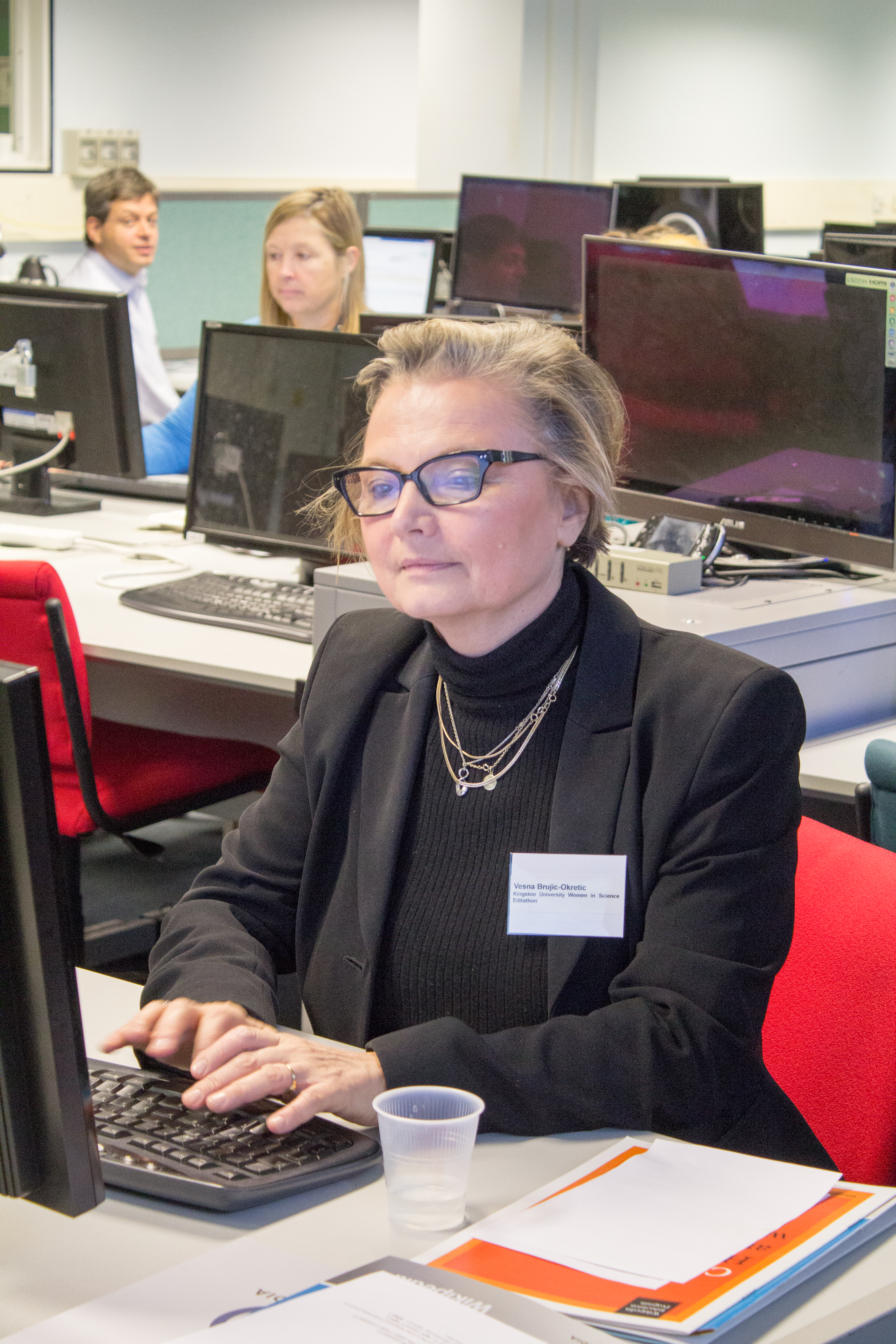
Vesna Brujic-Okretic

#### Arts
- Henry Bond, maître de conférences en photographie[48].
- Jane Manning, professeur de musique[49].
- Wilfred Fairclough, artiste et graveur anglais[50].
- Henry Haig, peintre, sculpteur et souffleur de verre anglais[51].
- Stephen Barber, professeur d'histoire de l'art[52],[53].
- Chris Horrocks, professeur d'histoire de l'art[54].
- Carole Hodgson, professeur de beaux-arts et de sculpture[55].

#### Cinéma et théâtre
- Will Brooker, chef du département cinéma et télévision[56].
- Felicity Colman, professeur de cinéma et d'arts médiatiques[57],[58].
- Alex McSweeney, professeur d'écriture créative et théâtre[59].
- Catherine O'Brien, maître de conférences émérite en études cinématographiques et en français[60].
- Paul Andrew Williams, professeur d'études cinématographiques, réalisateur, producteur et acteur[61].
- Scott Wilson, professeur en médias et études culturelles[62].
- John Mullarkey, professeur de cinéma et de télévision[63].

#### Mode et design
- Moya Bowler, professeure de mode - créatrice de chaussures (1960 - 1980).
- Catherine McDermott, professeur de design[64].
- Ben Kelly, professeur d'architecture d'intérieur[65].
- Daphne Brooker, créatrice de costumes, professeur de mode[66].

#### Philosophie et littérature
- Paul Bailey, chercheur et écrivain émérite en écriture créative[67].
- Peter J. Conradi, professeur émérite de littérature[68],[69].
- Rachel Cusk, professeur en écriture créative et littérature[70]
- Vic Duppa-Whyte, professeur de sculpture, ingénieur du papier, créateur de pop-up book[71].
- Vesna Goldsworthy, professeur de littérature anglaise et d'écriture créative[72],[73].
- Philippa Gregory, écrivaine et professeur en littérature[74].
- Hanif Kureshi, écrivain et professeur en écriture créative[75].
- Catherine Malabou, professeur de philosophie européenne moderne[76].
- Peter Osborne (en), professeur de philosophie[77],[78].
- Peter Hallward, philosophe politique spécialisé sur Alain Badiou et Gilles Deleuze[79].
- Martin McQuillan, professeur de théorie littéraire et d'analyse culturelle[80].
- Simon Morgan Wortham, professeur de littérature et philosophie[81].
- Brian Cathcart, professeur de journalisme[82].
- Scott Bradfield, essayiste, critique et écrivain américain[83].

#### Histoire et politique
- Brian Brivati, professeur d'histoire contemporaine[84].
- Steve Keen, professeur et directeur de l'École d'économie, d'histoire et de politique[85].
- Laura Borràs, femme politique espagnole[86].
- Paul Adelman, historien britannique[87].
- Marisa Linton, historienne britannique spécialisée dans la Révolution française[88].
- Marko Attila Hoare, historien britannique de l'ex-Yougoslavie spécialisé en Europe du Sud-Est, y compris la Turquie et le Caucase[89].
- Mary Bousted, parti travailliste[90].

#### Sciences et santé
- Robert Istepanian, professeur de communication de données médicales[91].
- Fiona Ross, professeure de recherche en santé, ancienne doyenne exécutive de la Faculté de santé et de soins sociaux[92].
- Bruce Durie, biochimiste et pharmacologue[93].
- Mike Pittilo, professeur de sciences biomédicales[94].
- Trevor Sheldon, professeur de médecine[95].
- Gerald Goodhardt (en), scientifique de la mercatique[96].
- Nick Petford, professeur des sciences de la Terre et des planètes[97].
- Paul Strathern, conférencier en philosophie et science[98].
- Les Hatton, informaticien et mathématicien britannique, professeur d’ingénierie de logiciel judiciaire[99].
- Rupa Huq, maître de conférences en sociologie et criminologie[100].
- Julius Weinberg, Vice-chancelier et spécialiste des maladies infectieuses[101].
- Ratheesan Yoganathan (en), professeur d'Ingénierie et technologie spatiale[102].

#### Économie
- Rima Elizabeth Horton, maître de conférences en économie et épouse d'Alan Rickman[103],[104].
- Rodney Turner (en), professeur en économie (théorie des organisations et gestion de projet)[105].
- Alan Gillett (en), Chartered Surveyor[106].

### Étudiants

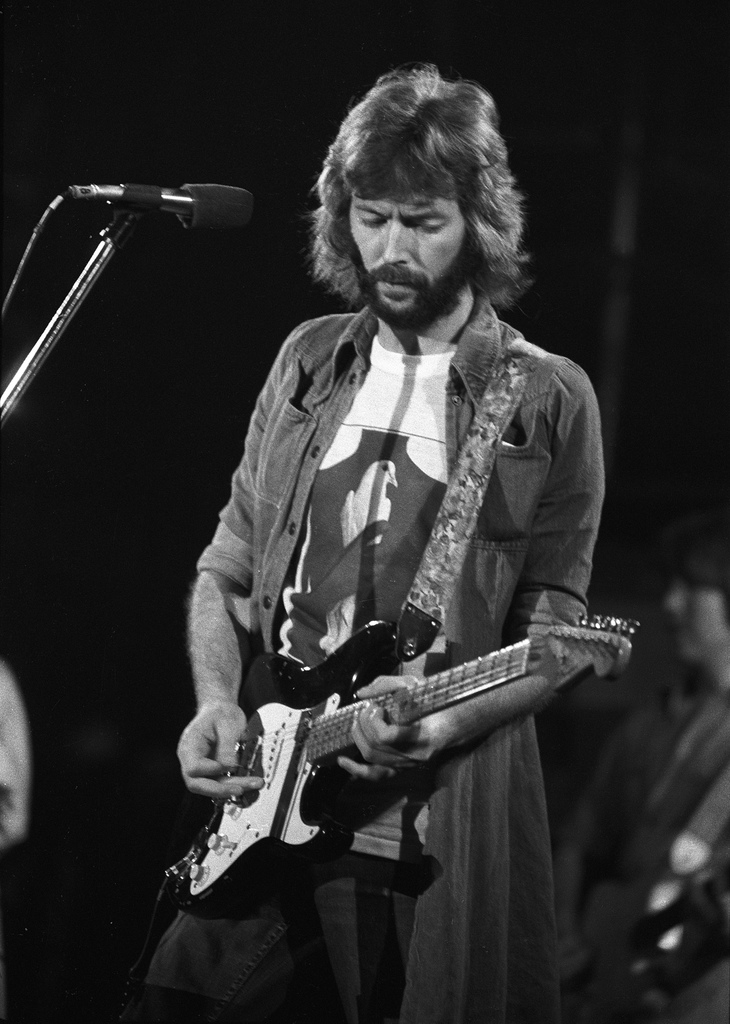
Eric Clapton en 1975.
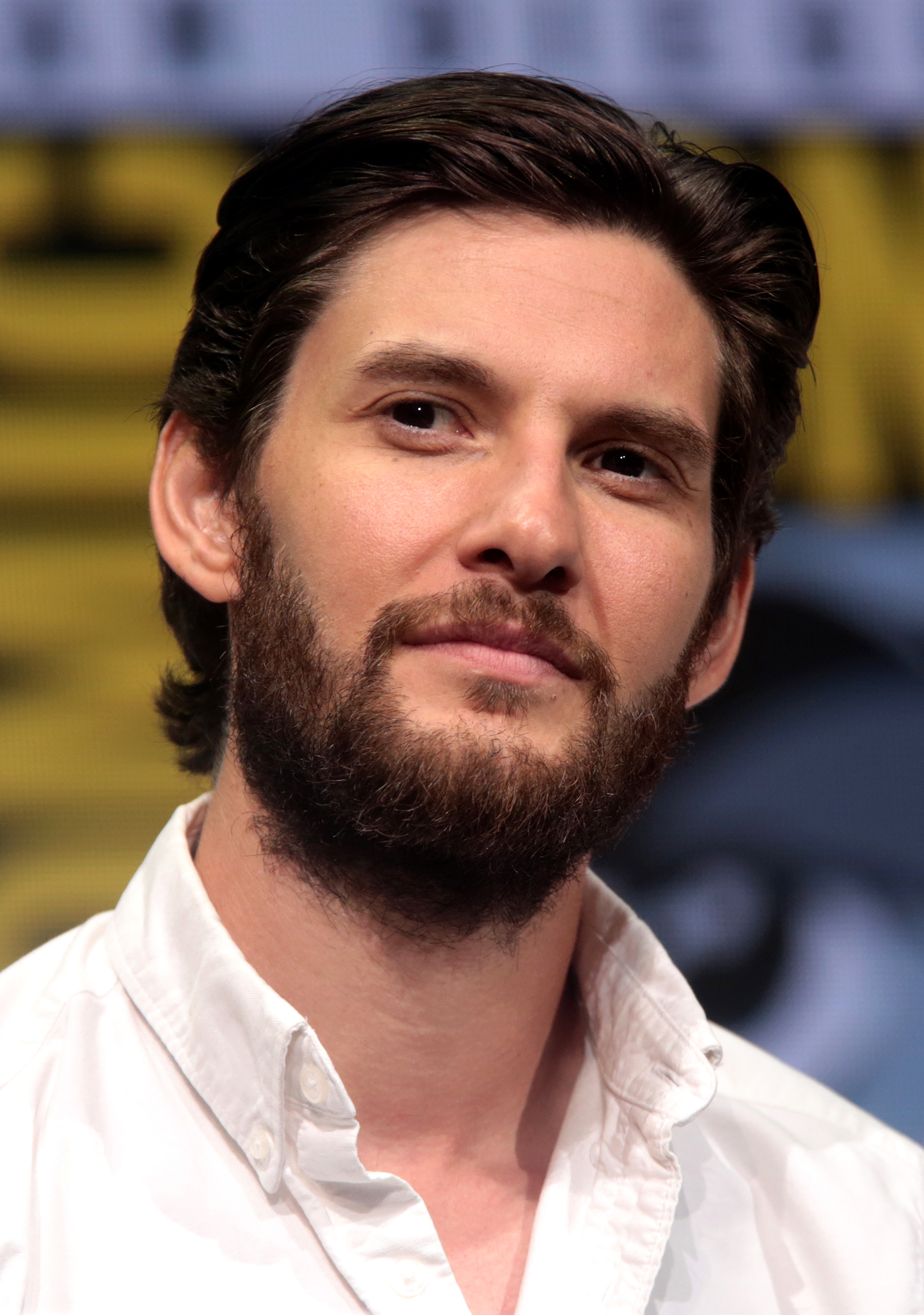
Ben Barnes au San Diego Comic-Con de 2017.
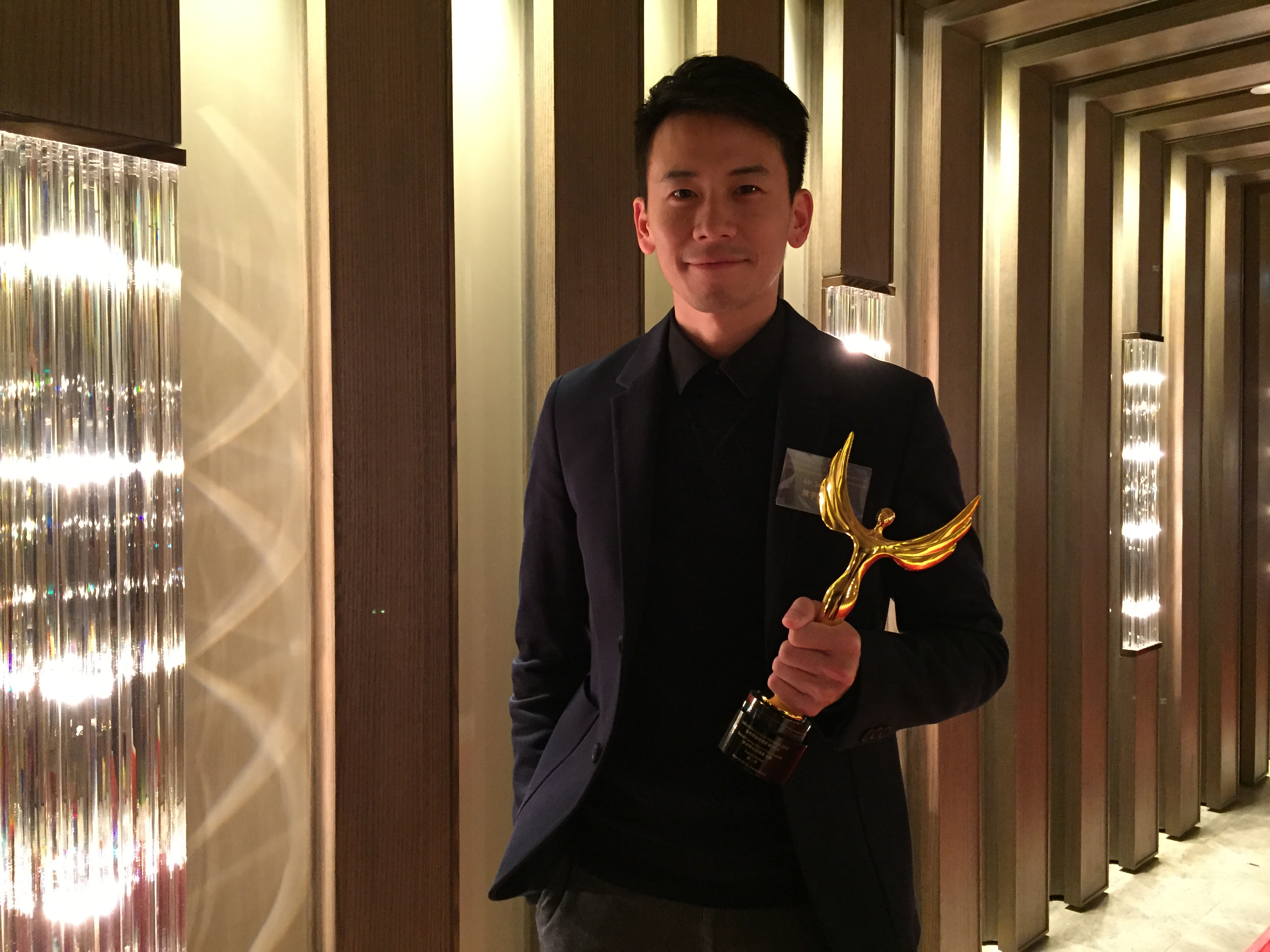
Sam Chan aux Golden Flower Awards de 2016.
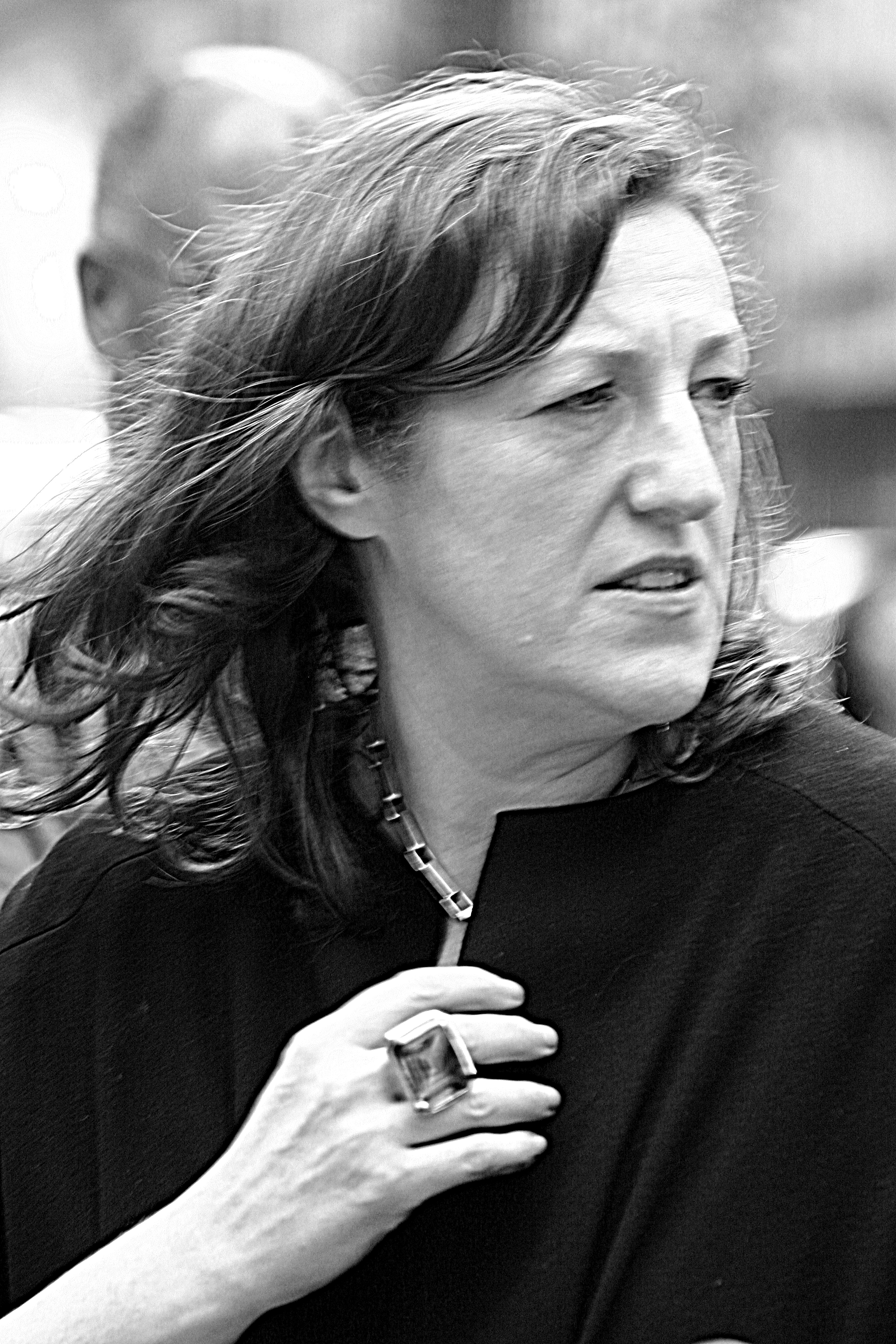
Glenda Bailey
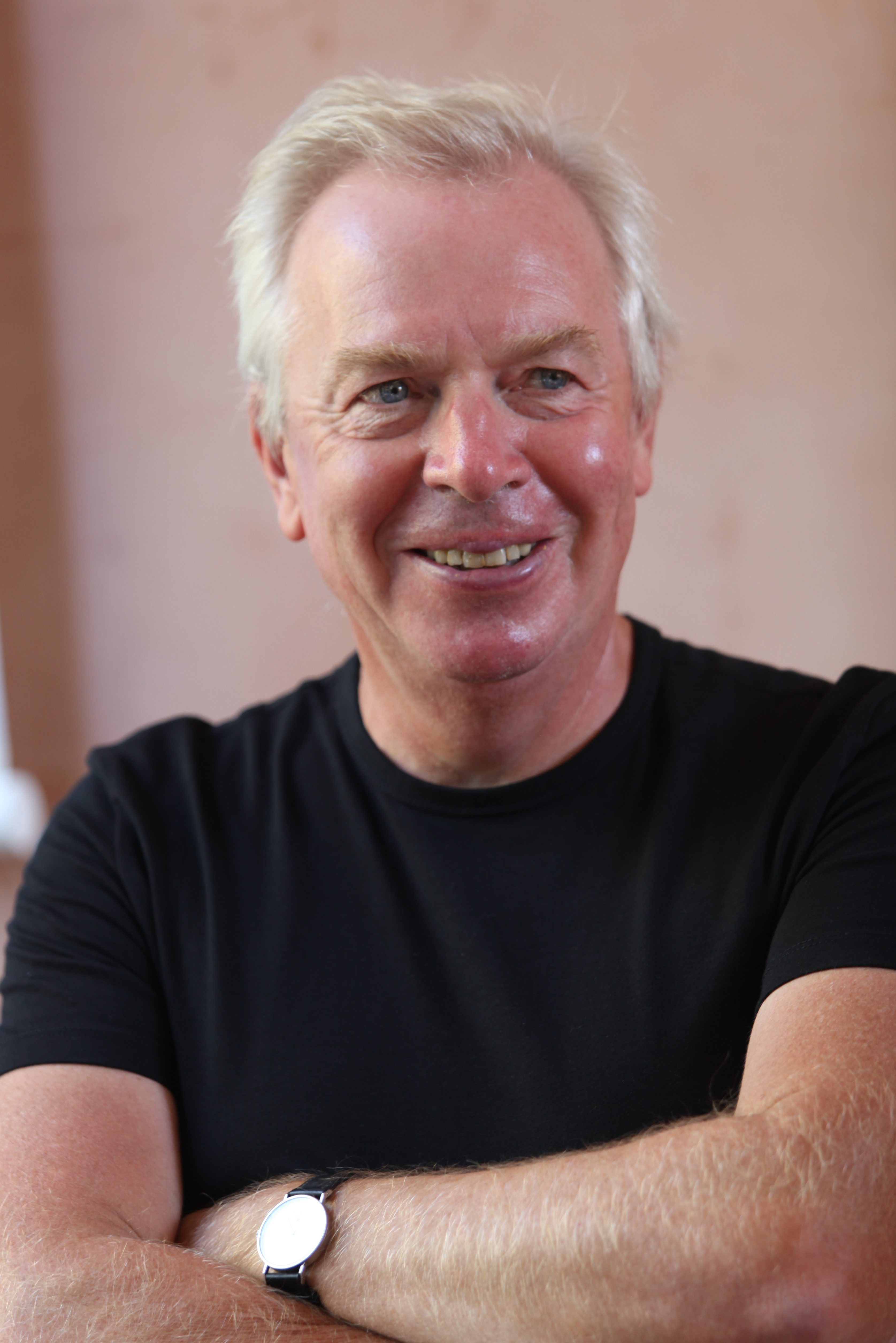
Sir David Alan Chipperfield CBE RDI RIBA
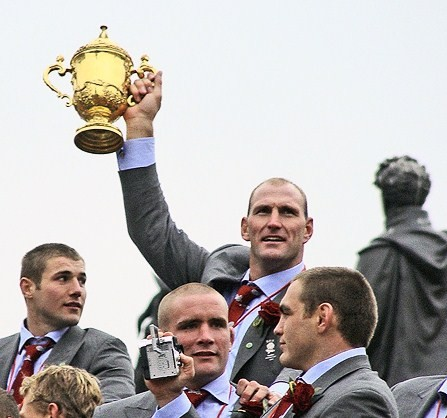
Lawrence Dallaglio, alors capitaine de l'équipe nationale anglaise.
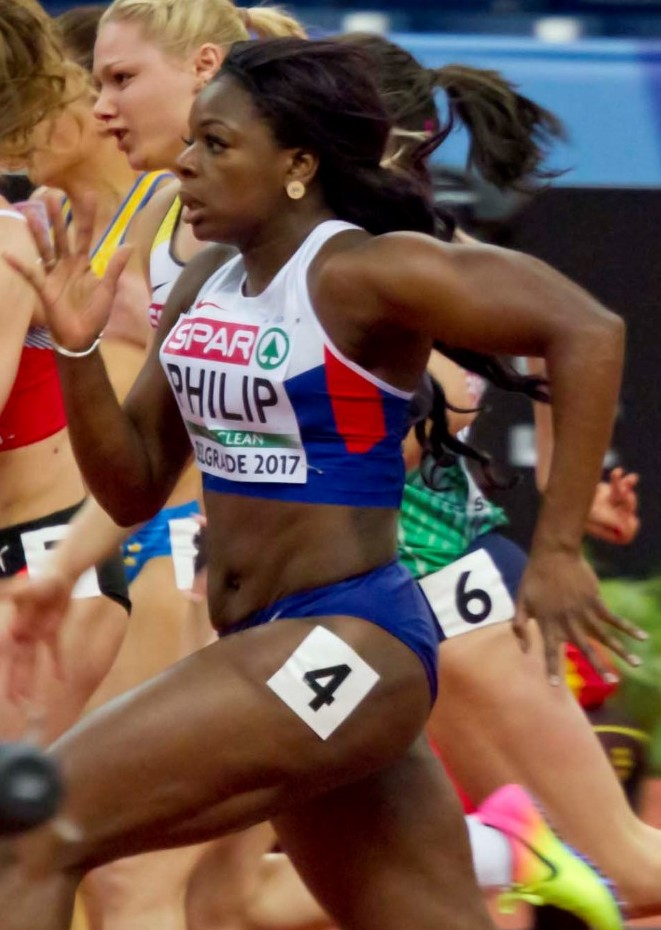
Asha Philip en 2017.
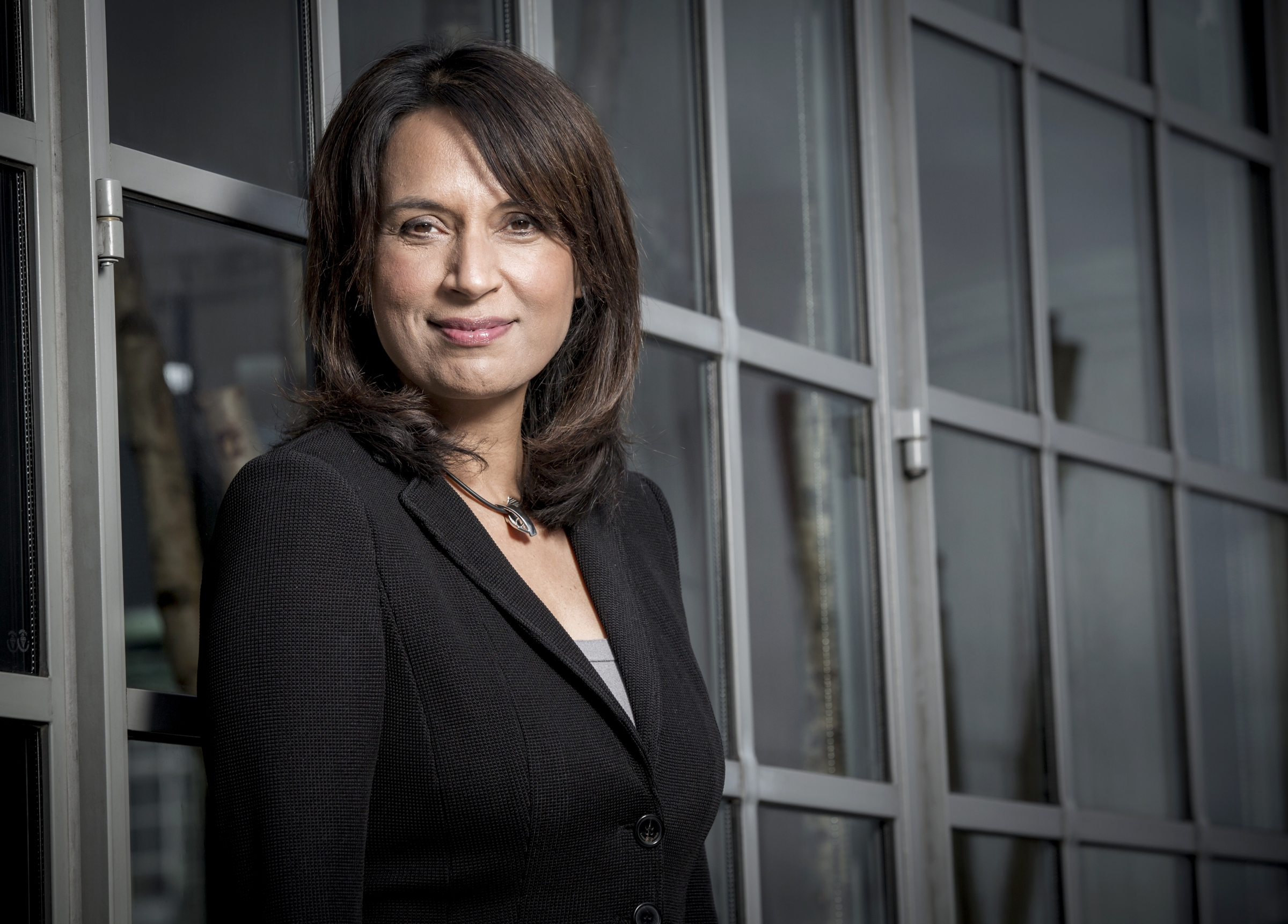
La baronne Ruby McGregor-Smith en 2013.

#### Cinéma (acteurs et réalisateurs)
- Ben Barnes, acteur et chanteur anglais[107],[108].
- Angie Bowie, actrice américaine née à Chypre, première femme de David Bowie et mère de Duncan Jones[109].
- Sam Chan, acteur de Hong Kong[110].
- Mandy Takhar, actrice britannique (d'origine indienne) pour le cinéma pendjabi[111].
- Alphonsia Emmanuel, actrice[112].
- Jessie Cave, actrice connue pour être Lavande Brown dans l'univers Harry Potter[113].
- Stewart Home, artiste, romancier et cinéaste[114].
- Laura Harling, actrice, productrice de théâtre et artiste[115].
- Trevor Eve, acteur[116].
- Sarah-Jane Crawford, présentatrice de télévision, de radio et DJ[117].
- Yoshiko Shimada (嶋田 美子), photographe et artiste vidéaste japonaise[118],[119],[120].
- Trevor Cooper, acteur anglais[121].
- Nieta Irons, metteuse en scène[122].
- Gillian Bailey, actrice britannique[123].
- Namit Khanna, acteur indien[124].
- Julia Pott, réalisatrice spécialisée dans l'animation et scénariste britannique[125],[126].
- Oliver Postgate, spécialiste de l'animation et marionnettiste pour la télévision britannique[127].
- Alicja Jasina, réalisatrice d'animation polonaise Oscarisée catégorie étudiant[128],[129].
- Dhiraj Magar, acteur népalais[130],[131].
- Jac Clinch, réalisateur d'animation britannique nommé aux Bafta[132].
- Veronica Osimani, actrice Italo-britannique primée au Festival du film de Birmingham[133].
- Adolf El Assal, réalisateur luxembourgeois d'origine égyptienne.
- June Kirby, actrice et costumière américaine[134].

#### Humour
- Harriet Kemsley, humoriste de stand-up et actrice[135],[136].
- Chris McCausland, humoriste de stand-up et acteur[137].
- London Hughes, humoriste britannique[138].
- Charlotte Reather, écrivaine de comédie et humoriste.
- Eddie Kadi, humoriste et présentateur anglo-congolais[139].

#### Arts
- Eileen Aldridge, peintre et illustratrice[140],[141].
- Fiona Banner, artiste, nommé au Turner Prize[142],[143].
- Zelma Blakely, artiste[144],[145].
- Gail Brodholt, artiste peintre[146],[147].
- John Bratby, artiste[148].
- Richard Bryant, photographe[149].
- Pery Burge, artiste.
- Karen Hall (en), illustratrice.
- Jim Holdaway, illustrateur[150].
- David Nash, sculpteur et pastelliste anglais[151].
- Laura Noble, écrivaine, photographe et galeriste[152].
- Anya Gallaccio, artiste[153].
- James Irvine, concepteur de produits[154].
- Fletcher Sibthorp, artiste[155].
- Mei Matsuoka, illustratrice et auteur anglo-japonaise[156],[157].
- Sarah Maple (en), arts visuels[158].
- Adelaide Damoah, artiste britannique d'origine ghanéenne[159].
- Liz Moore, peintre, sculptrice et autrice d'accessoires de cinéma, notamment pour Stanley Kubrick et pour le film Star Wars.
- Lilian Dring, peintre et créatrice textile britannique spécialisée dans la broderie[160].
- Victoria Crowe, peintre paysagiste et portraitiste écossaise[161].
- Noor Al Suwaidi (en), artiste émirati et conservateur[162].
- Annalisa Sonzogni, artiste italienne[163].

#### Mode
- Glenda Bailey, cheffe de parution de Marie-Claire et rédactrice en chef de Harper's Bazaar[164],[165],[166].
- Felipe Oliveira Baptista, directeur artistique de marques telles que Lacoste ou Kenzo[167].
- John Richmond, couturier, styliste modéliste[réf. nécessaire].
- Caryn Franklin, journaliste de mode, diffuseur, écrivaine[168],[169].
- Richard Nott, un couturier et universitaire de la mode devenu peintre[réf. nécessaire].
- Helen Storey, artiste et créatrice de mode[170],[171].
- Soozie Jenkinson, créatrice de mode[172].
- Bianca Saunders, créatrice de mode[173].
- Kenza Fourati, mannequin tunisien[174].

#### Architecture
- David Chipperfield, architecte[175],[176].
- Jasper Morrison, designer anglais[177],[178].
- Tom Wright, architecte connu pour la création du Burj Al Arab à Dubaï[179].
- Matthew Hilton (designer), créateur d'éclairages et de meubles[180].
- Pascal Anson, designer anglais[181].
- Cameron Rowley, récipiendaire du Designer of the Future Award en 2021[182],[183],[184].
- Paul Bishop, architecte d'intérieur[185].

#### Musique
- Eric Clapton, musicien[116].
- Richard Archer, auteur-compositeur-interprète leader du group Hard-Fi[186].
- Aleksandra Gintrowska, chanteuse et actrice polonaise[187],[188].
- Eason Chan, chanteur de Hong-Kong idole de Mandopop et Cantopop[189],[190].
- Aphex Twin, musicien Richard David James[191].
- Keith Relf, lead singer of The Yardbirds[192],[193].
- Just Jack, musicien[194].
- John Renbourn, guitariste anglais[195],[196].
- Sandy Denny, chanteuse de folk irlandaise[197].
- Robin Rimbaud alias « Scanner », artiste britannique[198].
- Fikri Karayel, chanteur chypriotes turc[199].

#### Gastronomie
- Michael O'Hare (chef), chef étoilé michelin[200].

#### Politique
- Guy de Faye, ministre et député de Jersey.
- Qubad Talabani vice-Premier ministre du Kurdistan et fils de du président irakien Jalal Talabani[201].
- Kirsty Hayes, Ambassadeur du Royaume-Uni au Portugal[202].
- Adel Al Toraifi, Ministre de l'information et de la culture de l'Arabie saoudite.
- Hadia Tajik, Ministre de la culture, gouvernement de la Norvège[203].
- Lee Freeman, Constable en chef de la Humberside Police[204].
- Nigel Dakin, Gouverneur des Îles Turques-et-Caïques[205].
- Carme Chacón, femme d'État espagnole[206].
- Yahya Assiri (en), militant des droits de l'homme d'Arabie saoudite[207].
- John Le Fondré Jr., Ministre en chef de Jersey[208].
- Faisal Bin Shamlan (en), intellectuel et réformateur politique yéménite[209].
- Lucy Allan, femme politique britannique conservatrice et membre du parlement[210].

#### Droit
- Leslie Thomas (barrister) (en), barrister britannique[211].

#### Royauté - chefs d'État
- Princesse Fadzilah Lubabul Bolkiah, fille de Hassanal Bolkiah, sultan de Brunei[212].

#### Littérature
- Lavinia Greenlaw, poétesse et romancière[213],[214].
- Charles Ingram, romancier britannique[215]
- Debra Wenger, doyenne à l'Université du Mississippi[216].
- Sarah Rees Brennan, écrivaine irlandaise[217].
- Oyinkan Braithwaite, romancière nigériane[218].
- Nick Hornby, romancier, essayiste et scénariste britannique[219].
- Imran Mahmood (en), romancier britannique d'origine pakistanaise[220].
- Amy Suiter Clarke, écrivaine américaine[221].

#### Religion
- Gregory Venables, évêque d'Argentine.

#### Sports
- Lawrence Dallaglio, joueur de rugby à XV, ancien capitaine de l'équipe nationale anglaise[222].
- Graeme Le Saux, footballeur[223].
- Ed McKeever, champion du monde de kayak et médaillé d'or olympique[224].
- Efe Obada, joueur anglo-nigérian de football américain[225].
- Gail Emms, joueur de badminton, médaillé d'or du Commonwealth et médaillé d'argent olympique[226].
- Asha Philip, athlète britannique de sprint[227].
- Charlie Amesbury, joueur de rugby à XV[228],[229].
- Vicky Gomersall, journaliste du sport et présentatrice de télévision[230].
- Oliver Lam-Watson, escrimeur en fauteuil roulant médaillé paralympique, médaillé aux championnats du monde et à la coupe du monde. Architecte diplômé de Kingston[231],[232],[233].

#### Technologie
- Ed Parsons, technologue géospatial et évangéliste technologique[234].
- Dr Jack James Marlow, ingénieur en propulsion spatiale dynamique[235].

#### Business
- Marlene Taschen éditrice allemande directrice générale de Taschen[236].
- Tony Ball (en), spécialiste du marketing, ancien directeur général de BSkyB.
- John Tiner, OBE, ancien chef de la FSA[237].
- Francis Yeoh, Président-directeur général de YTL Corporation[238].
- Ratheesan Yoganathan (en), président du Lebara Group (en).
- Ruby McGregor-Smith, PDG au sein du FTSE 250[239],[240].
- Michael Pennington, a cofondé Slando (devenu Naspers) et Gumtree (devenu eBay)[241],[242].

## Accès
L'université est desservie par les gares ferroviaires Kingston et Surbiton.